# Matera

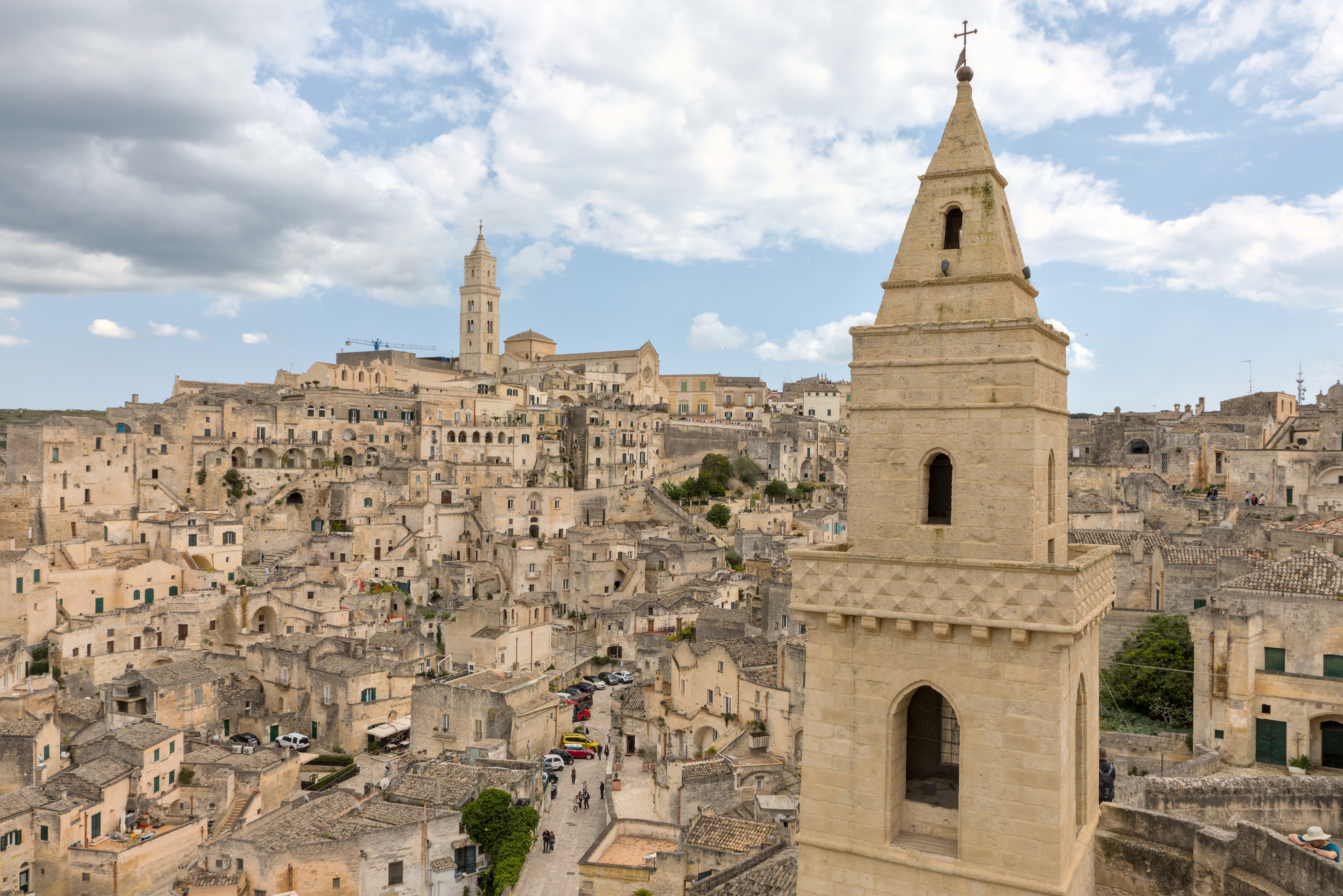
Matera

Matera (AFI: [maˈtɛːra], ; Matàrë in dialetto materano, pron. [maˈtaːrə]) è un comune italiano di 59 465 abitanti, capoluogo dell'omonima provincia della Basilicata. La città è conosciuta nel mondo per gli storici rioni Sassi, che ne fanno una delle città ancora abitate più antiche al mondo. I Sassi sono stati riconosciuti il 9 dicembre 1993, nell'assemblea di Cartagena de Indias (Colombia), patrimonio dell'umanità dall'UNESCO, primo sito dell'Italia meridionale a ricevere tale riconoscimento.
Nel 1663 fu separata dalla provincia di Terra d'Otranto, di cui aveva fatto parte per secoli, per divenire, fino al 1806, capoluogo dell'allora provincia di Basilicata nel Regno di Napoli. Durante questo periodo la città conobbe un'importante crescita economica, commerciale e culturale. Matera è stata la prima città del meridione a insorgere in armi contro il nazifascismo ed è per questo tra le città decorate al valor militare per la guerra di liberazione essendo stata insignita nel 1966 della medaglia d'argento al valor militare e tra le città decorate al valor civile essendo stata insignita nel 2016 della medaglia d'oro al valor civile.
Il 17 ottobre 2014 è stata designata, insieme alla bulgara Plovdiv, capitale europea della cultura per il 2019. Nel 2021 è stata sede del G20 dei Ministri degli Affari esteri e Ministri dello Sviluppo, e nel 2024 ha ospitato il G7 dei Ministri per la Famiglia, Natalità e Pari opportunità.

## Geografia fisica

### Territorio
(Giovan Battista Pacichelli, Il Regno di Napoli in Prospettiva)

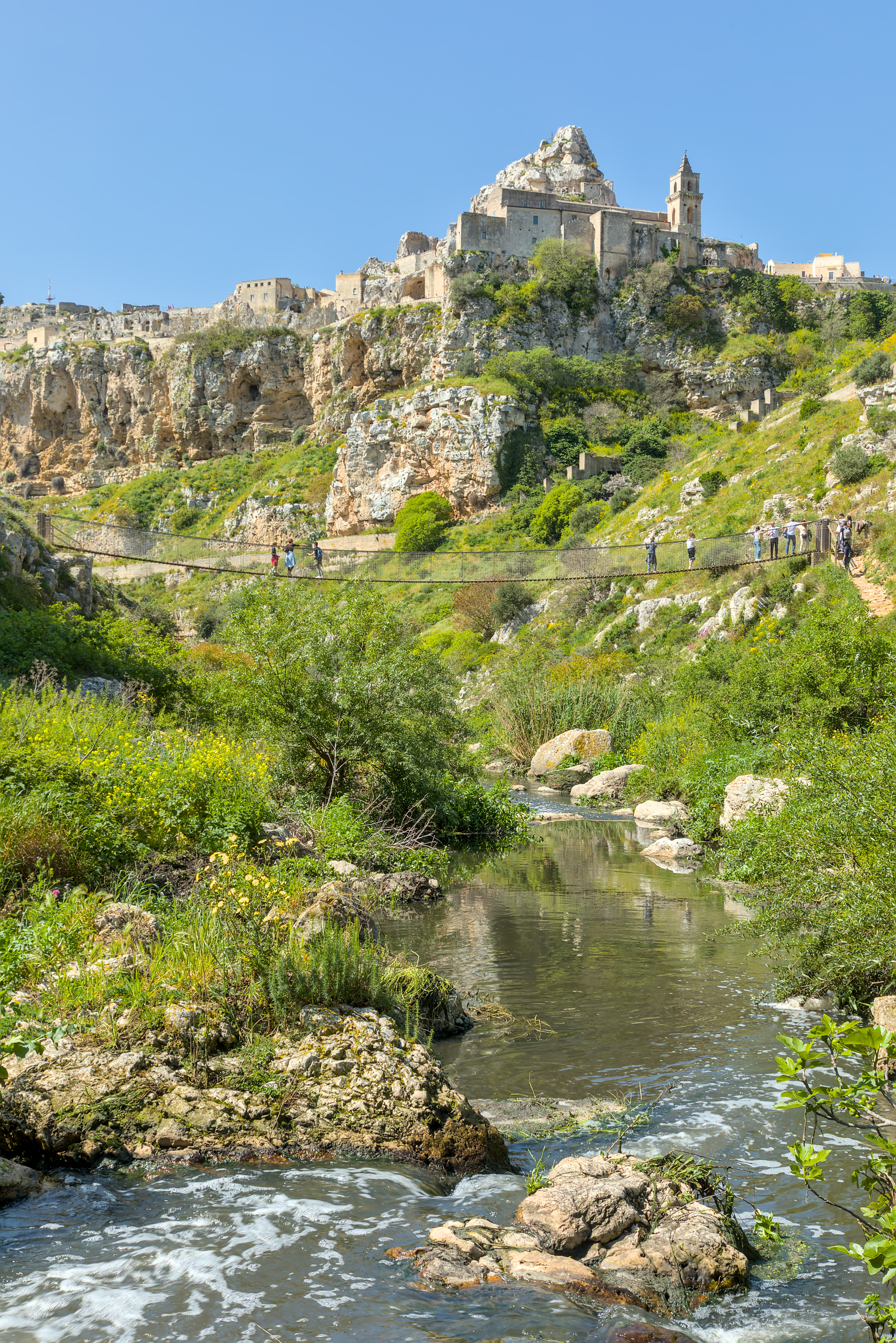
La Gravina

La città si trova nella parte orientale della regione Basilicata a 401 m s.l.m., al confine con la parte sud-occidentale della città metropolitana di Bari (con i comuni di Altamura, Gravina in Puglia e Santeramo in Colle) e l'estrema parte nord-occidentale della provincia di Taranto (con i comuni di Ginosa e Laterza). Sorge sulla continuazione dell'altopiano delle Murge ad est e la fossa Bradanica ad ovest, solcata dal fiume Bradano. Il corso di questo fiume è sbarrato da una diga, costruita alla fine degli anni cinquanta per scopi irrigui, e il lago artificiale creato dallo sbarramento, chiamato lago di San Giuliano, fa parte di una riserva naturale regionale denominata riserva naturale di San Giuliano.
La gravina di Matera, un torrente affluente di sinistra del Bradano, scorre nella profonda fossa naturale che delimita i due antichi rioni della città: Sasso Barisano e Sasso Caveoso. Sull'altra sponda c'è la Murgia, rientrante in parte nel Parco Regionale Archeologico Storico Naturale delle Chiese Rupestri, noto anche come parco della Murgia Materana. I "Sassi", assieme alle cisterne ed i sistemi di raccolta delle acque, sono la caratteristica peculiare di Matera. Si tratta di antichi aggregati di case scavate nella calcarenite, a ridosso di un profondo burrone, la "Gravina". Alla fine del 1993 l'UNESCO ha dichiarato i rioni Sassi patrimonio mondiale dell'umanità. Nelle campagne presso Timmari vi è inoltre un vulcano di fango di nuova formazione.
Confina con i comuni di Montescaglioso, Altamura, Miglionico, Laterza, Santeramo in Colle, Ginosa, Gravina in Puglia e Grottole. Inoltre, con 392,09 km² di estensione territoriale, Matera è il comune più esteso della Basilicata.
Classificazione sismica: zona 3 (sismicità bassa), Ordinanza PCM n. 3274 del 20/03/2003

### Clima
Secondo i dati medi del trentennio 1961-1990, la temperatura media del mese più freddo, gennaio, si attesta a +6,0 °C, mentre quella del mese più caldo, agosto, è di +25,1 °C.
| Matera             | Mesi | Mesi | Mesi | Mesi | Mesi | Mesi | Mesi | Mesi | Mesi | Mesi | Mesi | Mesi | Stagioni | Stagioni | Stagioni | Stagioni | Anno |
| Matera             | Gen  | Feb  | Mar  | Apr  | Mag  | Giu  | Lug  | Ago  | Set  | Ott  | Nov  | Dic  | Inv      | Pri      | Est      | Aut      | Anno |
| ------------------ | ---- | ---- | ---- | ---- | ---- | ---- | ---- | ---- | ---- | ---- | ---- | ---- | -------- | -------- | -------- | -------- | ---- |
| T. max. media (°C) | 9,1  | 10,2 | 12,8 | 17,1 | 21,9 | 27,2 | 30,5 | 31,3 | 26,7 | 20,3 | 15,1 | 11,6 | 10,3     | 17,3     | 29,7     | 20,7     | 19,5 |
| T. min. media (°C) | 2,9  | 2,9  | 5,1  | 8,0  | 11,7 | 15,8 | 18,4 | 19,0 | 16,0 | 11,7 | 8,3  | 5,2  | 3,7      | 8,3      | 17,7     | 12,0     | 10,4 |

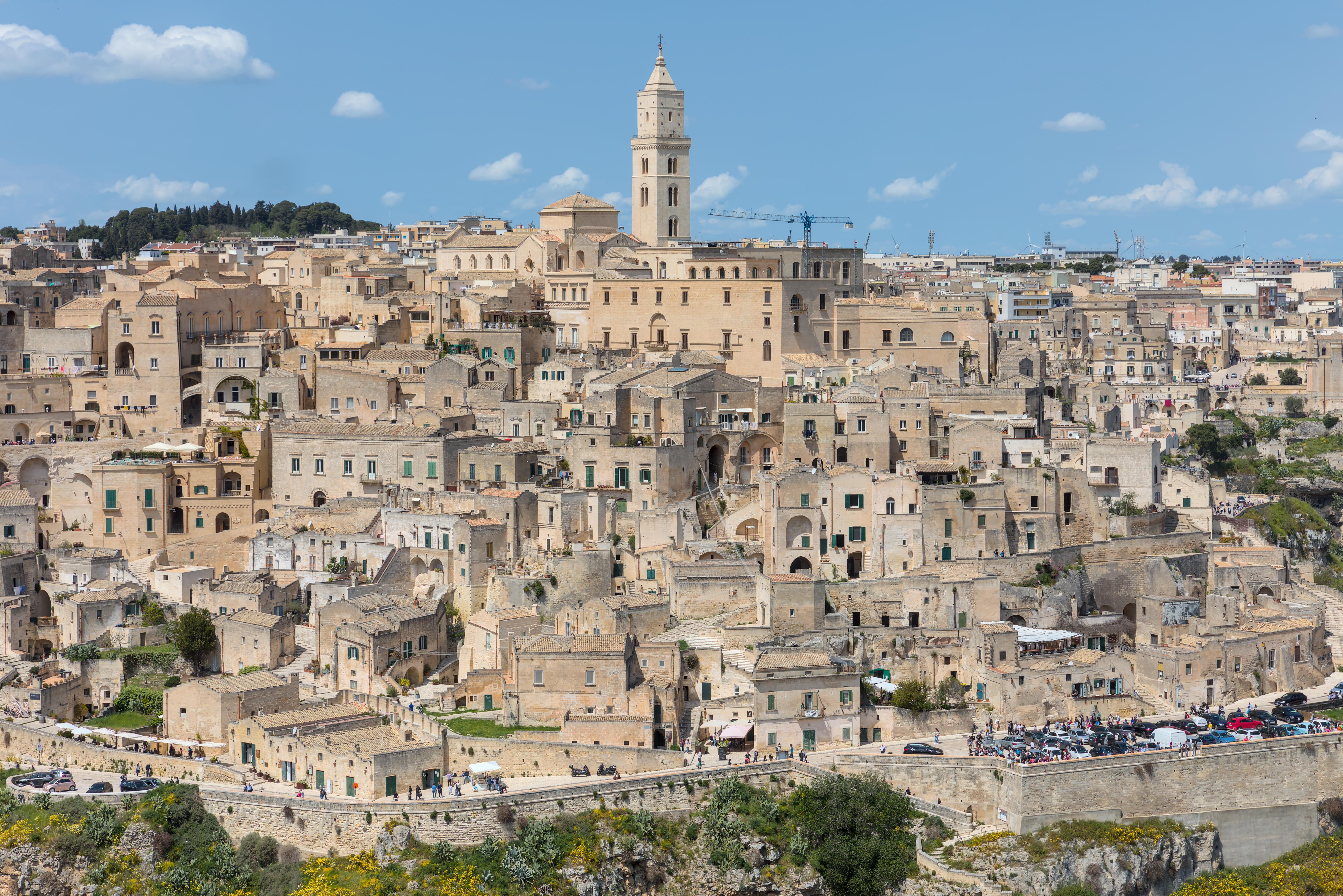
Veduta dei Sassi

- Classificazione climatica di Matera[18]:
  - Zona climatica D;
  - Gradi giorno 1776.

## Origini del nome
Secondo alcune ipotesi (per esempio quella di Cely Colajanni), Matera anticamente veniva chiamata Mataia ole dai Greci, che deriva da Mataio olos, il cui significato è tutto vacuo, con riferimento alla Gravina, fossa attraversata da torrenti; ulteriore ipotesi è che il nome derivi da Mata (cumulo di rocce), radice utilizzata per diversi nomi geografici. Un'altra teoria fa derivare Matera dal greco Meteoron ovvero cielo stellato, dato che alcuni cronisti del passato, osservando i Sassi illuminati di notte, li hanno descritti come un riflesso del cielo stellato soprastante.
E non manca chi ricollega il toponimo a Mater ovvero "madre terra", a Materia (matheria) o Materies, termini che indicavano la legna da taglio o da costruzione, in riferimento alle zone boschive in cui la città sorgeva; in realtà fu derivato a torto dal latino materia, in quanto si tratta alle origini di basi che designano "la terra della gravina"; -eria è una voce con significato di "fossato, gravina": accad. ḫāru, ḫarru, ḫarû (scavare in profondità). Incrocio di mātu con la base di accad. matāḫu (elevarsi). Il Gattini, invece, riferisce il toponimo ai termini ebraici Matterah (carcere) o Me terah (acqua pura).
Altri sostengono che il nome derivi dalle iniziali di Metaponto ed Eraclea, avendo accolto profughi delle due città dopo la loro distruzione; infine Mateola, nome antico della città, potrebbe derivare dal consolato romano di Quinto Cecilio Metello Numidico, che la riedificò e la fece cingere di mura e di alte torri, oppure da "terra alta": matu, aramaico mata (terra) elû (alta). Plinio il Vecchio nella sua Naturalis historia (Liber III, 105) chiamò Mateolani gli abitanti della città e li elencò tra gli Apuli, anche se la desinenza dell'aggettivo in -anus evidenzia chiaramente l'influenza osca dei Lucani, in quanto la città era situata proprio sul confine apulo-lucano nella regione anticamente chiamata Peucezia.

## Storia

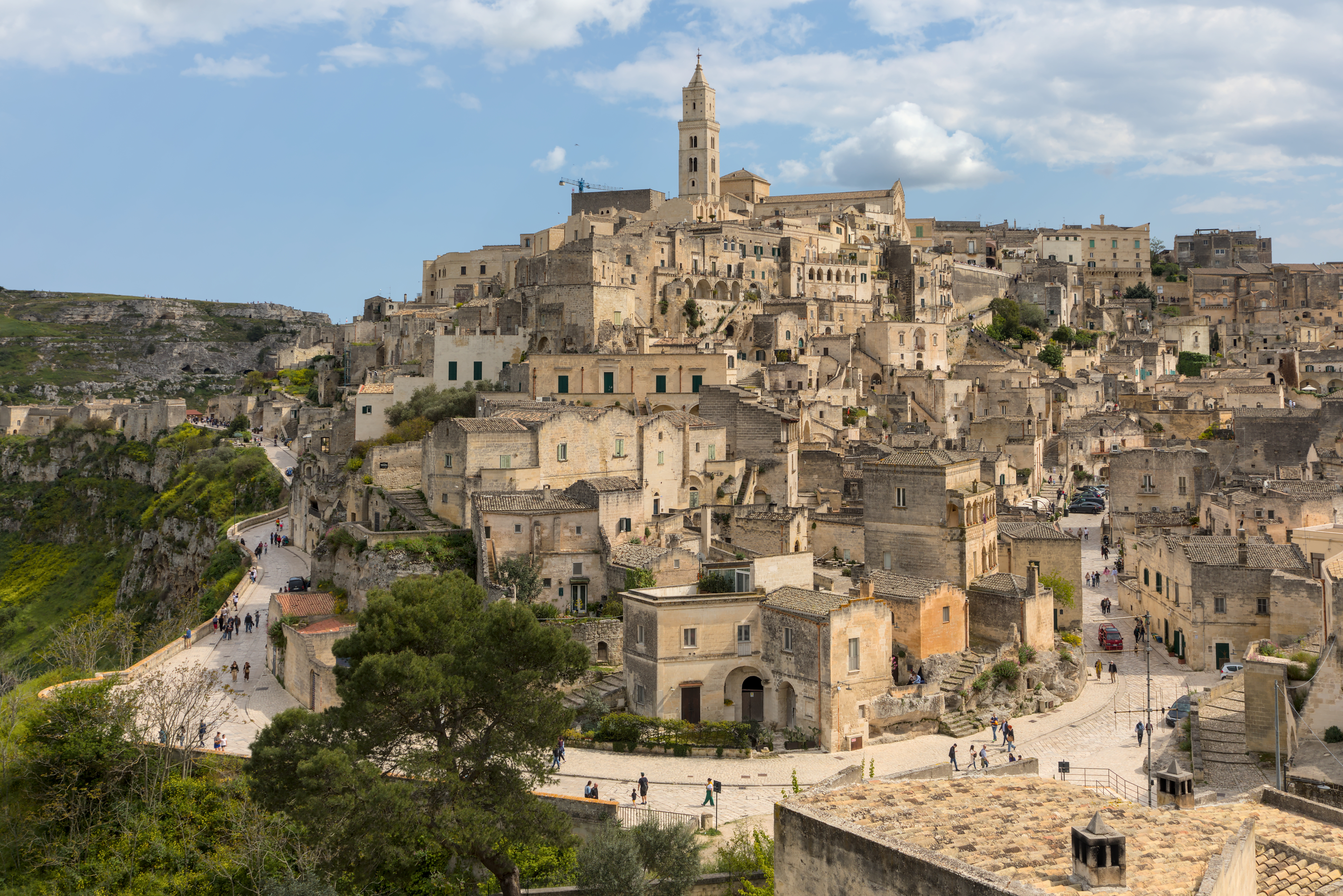
Sasso Barisano

Le origini di Matera sono molto remote e ne è testimonianza il ritrovamento nel territorio circostante di alcuni insediamenti senza soluzione di continuità sin dall'età paleolitica. Infatti nelle grotte sparse lungo le Gravine materane sono stati ritrovati diversi oggetti risalenti a quell'epoca, testimonianti la presenza di gruppi di cacciatori. Nel periodo Neolitico gli insediamenti diventarono più stabili, tanto che sono presenti tracce evidenti di diversi villaggi trincerati che risalgono a quel periodo, in particolare sulla Murgia Timone. Con l'Età dei metalli nacque il primo nucleo urbano, quello dell'attuale Civita, sulla sponda destra della Gravina. Sorta su un preistorico villaggio trincerato, la città ha probabili origini greche, come afferma il Volpe nelle sue Memorie storiche profane e religiose sulla città di Matera, citando anche l'Ughelli, il Pacichelli ed il Padre Bonaventura da Lama che erano giunti a tale conclusione. Ciò sarebbe confermato dall'emblema della città, il bue con le spighe di grano, che secondo il Volpe stesso è un simbolo tipico della Magna Grecia; inoltre il Gattini cita l'ipotesi di alcuni storici secondo i quali riprodurrebbe l'emblema della città di Metaponto, che era appunto un bue, mentre le spighe di grano erano figure ricorrenti nelle monete greche. Gattini a conferma di ciò cita anche alcuni versi del poeta Tommaso Stigliani: «Il marinaro di Metaponto antica, la quale a nostra età dett'è Matera», e fa riferimento all'accoglienza data da Matera ai profughi metapontini dopo la distruzione della loro città da parte di Annibale.

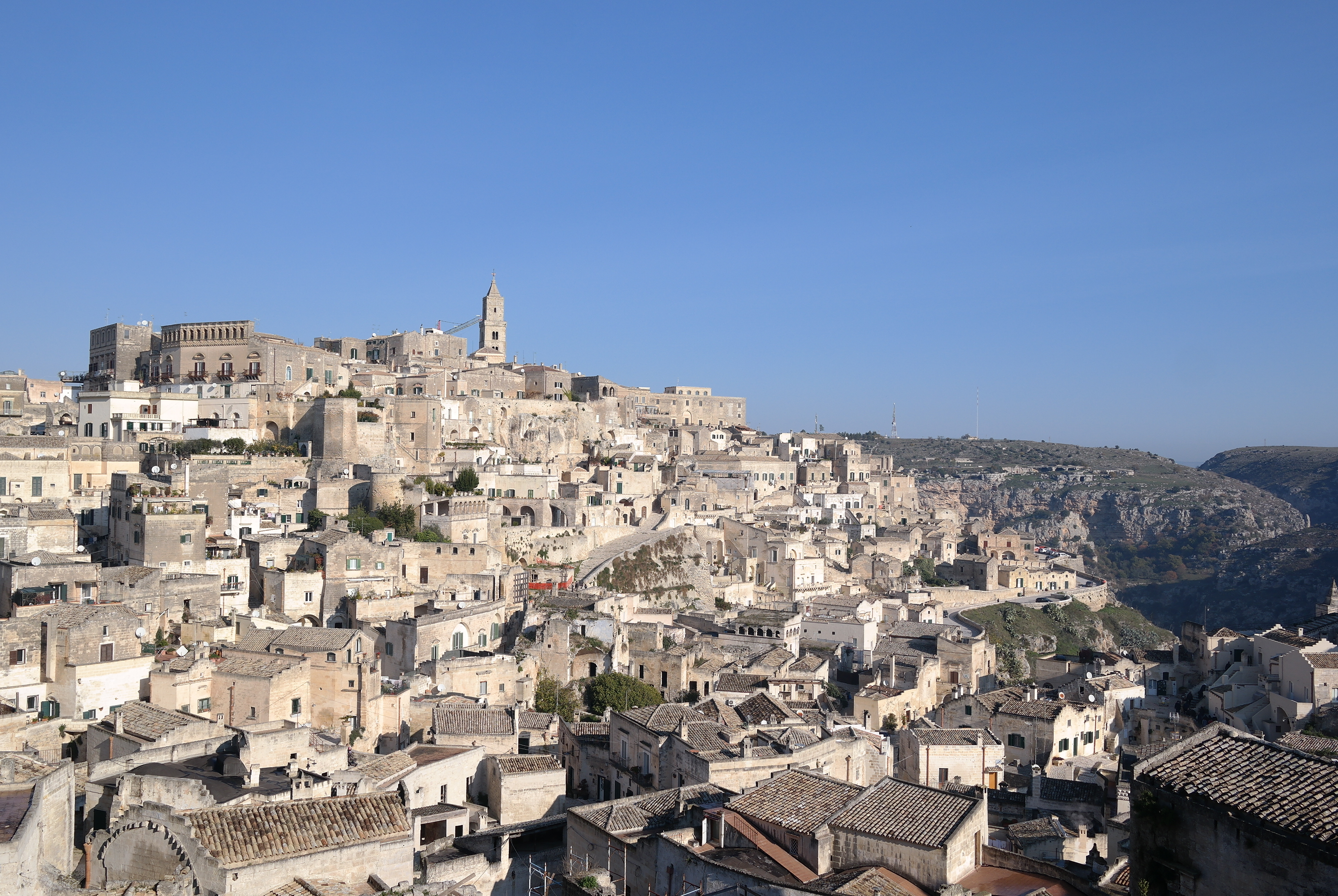
Sasso Caveoso

Nel periodo della Magna Grecia Matera ebbe stretti rapporti con le colonie situate sulla costa meridionale e, successivamente, in età romana fu solo centro di passaggio ed approvvigionamento. Nel 664 d.C. Matera passò sotto il dominio longobardo e venne annessa al Ducato di Benevento. I secoli IX e X furono caratterizzati da aspre lotte fra gli stessi Longobardi, i Saraceni ed i Bizantini, che tentarono più volte di impadronirsi del territorio; la città fu distrutta nell'867 dalle truppe di Ludovico II, imperatore dei Franchi, proprio nel tentativo di cacciare i Saraceni che nel 847 avevano costituito l'emirato di Bari.

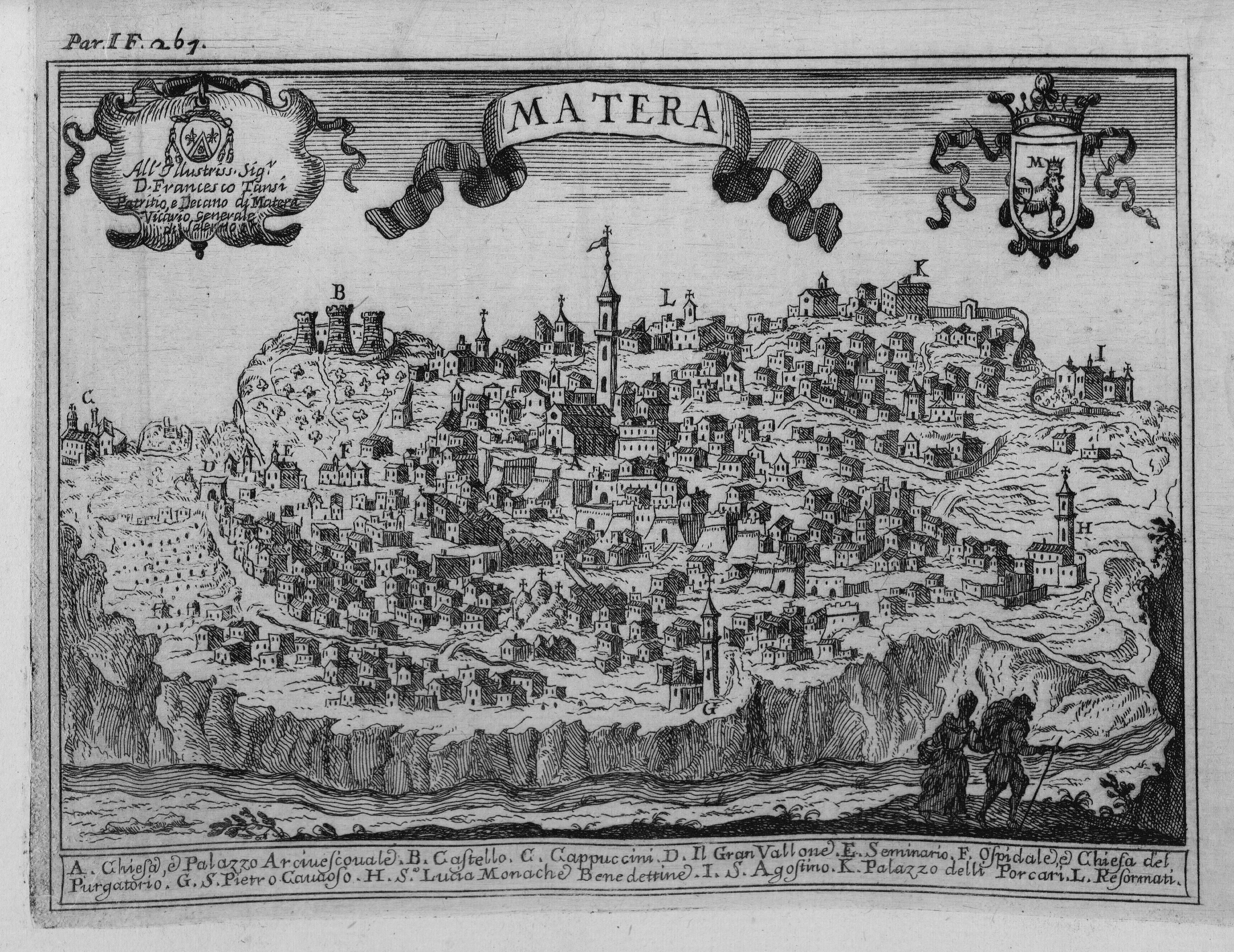
Veduta della città ne Il Regno di Napoli in prospettiva, 1703, di Giovan Battista Pacichelli

Nel frattempo, a partire dall'VIII secolo, diversi monaci si stabilirono lungo le grotte della Gravina trasformandole in chiese rupestri. Dopo l'insediamento dei Normanni avvenuto nel 1043 la città conobbe un periodo di pace. Nei secoli seguenti, fra carestie e terremoti, Matera fu a lungo città Regia, in quanto si liberava dal dominio feudale riscattandosi più volte, ma sotto gli Aragonesi la città fu ceduta al conte Giovan Carlo Tramontano, che nel 1514 venne ucciso dalla popolazione oppressa dalle tasse. Nel 1663, in epoca spagnola, Matera uscì dalla provincia di Terra d'Otranto, di cui fino ad allora era parte integrante, diventando capoluogo della Basilicata e sede di Regia Udienza. Tale titolo le rimase fino al 1806, quando Giuseppe Bonaparte trasferì le competenze a Potenza. Nel periodo risorgimentale, il comitato prodittatoriale lucano non mantenne le promesse sulla redistribuzione delle terre demaniali, cominciò a diffondersi un malessere, anche fomentato dai legittimisti, che a Matera esplose l'otto agosto 1860 con l'eccidio Gattini, primo sintomo di ribellione che precedette il brigantaggio postunitario. Nel 1927 la città divenne capoluogo di provincia.
Matera fu la prima città del Mezzogiorno ad insorgere contro i nazisti; infatti il 21 settembre 1943, giorno dell'insurrezione e della strage di Matera, il popolo materano insorse contro l'oppressione esercitata dall'occupazione nazista. Undici persone trovarono la morte a seguito dei mitragliamenti tedeschi in ritirata. La giornata raggiunse il suo culmine con la feroce rappresaglia nazista che costò la vita ad altre 15 persone, sia civili che militari, fatte saltare in aria nel "palazzo della milizia". Nel 1945 vi furono tra le prime nel meridione, sommosse popolari per l'assegnazione delle terre incolte che si risolsero con l'emanazione fra il 1946 e il 1947 dei decreti Ponte (da Aurelio Ponte, prefetto di Matera); furono anticipatarie della riforma agraria. Nel 1948 nacque la questione dei Sassi di Matera, sollevata da Palmiro Togliatti prima, e da Alcide De Gasperi dopo. Nel 1952 una legge nazionale stabilì lo sgombero dei Sassi e la costruzione di nuovi quartieri residenziali che svilupparono la città nuova nella quale confluirono i 15 000 abitanti dei Sassi. Nel 1980 fu parzialmente danneggiata dal terremoto dell'Irpinia e dalle scosse che seguirono. Nel 1986 una nuova legge nazionale finanziò il recupero degli antichi rioni materani, ormai degradati da oltre trent'anni di abbandono. Nel 1993, in una conferenza a Cartagena de Indias, la città venne proclamata "Patrimonio dell'umanità" e nel 2014 "capitale europea della cultura 2019.
Nel febbraio 2023 a nord di Matera cadde un corpo extraterrestre denominato in seguito meteorite Matera o bolide di San Valentino. In seguito al ritrovamento a Matera venne dedicato l'asteroide 92278.

### Simboli

Gonfalone civico

Lo stemma della città è stato riconosciuto con decreto del capo del governo del 2 ottobre 1939.
(D.C.G. del 2 ottobre 1939)
Il motto latino Bos lassus firmius figit pedem si può tradurre con: "il bue stanco affonda la zampa più fermamente"; tale motto, che indica come un popolo pacifico ma stanco dei soprusi può ribellarsi al giogo, rappresenta la morale dell'episodio che vide il popolo materano ribellarsi ed assassinare il conte Giovan Carlo Tramontano.
Secondo il Racioppi, lo stemma di Matera è un'arma parlante, in quanto la lettera "M" in alto sarebbe l'iniziale del nome della città, mentre le spighe in bocca al bue aggiungerebbero il resto del nome: infatti spiga in greco si dice Ather-Eros, quindi dall'insieme delle parole si ottiene Mather-Eros, da cui "Matera". La corona che il bue ha sulla testa indicherebbe che la città era libera, cioè non dipendente da alcun feudatario ma direttamente dalla corona reale.
Secondo altre interpretazioni, lo scudo porta sull'alto del campo, in argento, la lettera M in oro; e nel basso del campo è un bue che agli araldisti usa dire "passante", con in bocca tre spighe. Alla testa del bue sormonta una corona principesca. Intorno all'orlo dello scudo corre una lista su cui è scritto il motto di "Bos lassus firmius figit pedem". Il detto è forse stato coniato dopo l'uccisione del conte Gian Carlo Tramontano, esprimendo la stanchezza per le oppressioni e le gabelle che la cittadinanza materana doveva pagare al conte. Quanto allo scudo, la lettera M in oro si presume possa indicare l'iniziale lettera del nome della città. Ma secondo altri indicherebbe anche la parola municipio essendo stata Matera Regio Demanio, e quindi dipendente direttamente dal re. Questo spiega anche il perché della corona principesca presente sopra il capo del bue. Resta, dunque, proprio la figura del bue la più difficile da decifrare. C'è chi ritiene che il bue indichi la famiglia Del Balzo, che viene dal francese baux, la cui fonetica somiglia molto alla parola bue. Altri ritengono fermamente che il bue e le spighe simboleggino il possesso di terre fertili dedite alla pastorizia e all'agricoltura. Le spighe invece hanno una certa somiglianza con quelle della monetazione metapontina, il che dà maggiori certezze sul nome di Matera, che potrebbe derivare dai fondatori della città, i cittadini di Metaponto ed Heraclea, scampati ai Romani. Quindi Met-Hera.
Il gonfalone è un drappo di azzurro.

### Onorificenze
Matera è tra le città decorate al valor militare per la guerra di liberazione per la quale le è stato insignito il premio della Medaglia d'argento al valor militare per i sacrifici delle sue popolazioni durante la seconda guerra mondiale. Tale onorificenza venne conferita il 1º settembre 1966 e consegnata tre anni dopo dal Ministro della Difesa, il quale decorò della medaglia il gonfalone della città e scoprì una lapide con la seguente iscrizione:
Il 19 agosto 2016 è stata conferita alla città la Medaglia d'oro al valor civile, consegnata dal Presidente della Repubblica durante una cerimonia svoltasi al Quirinale il 17 novembre 2016:
Premio Giorgio La Pira dalla Città metropolitana di Firenze.
“Per la sua capacità di proiettarsi nella comunità internazionale, per la sua determinazione e apertura al cambiamento. Per la tenacia nel capovolgere stereotipi culturali che le ha valso la designazione a patrimonio culturale UNESCO e a capitale europea della cultura del 2019. In particolare per l'impegno congiunto di cittadini, associazioni e istituzioni a favore di iniziative e progetti inclusivi che ne fanno una delle città simbolo di un sistema culturale integrato”.
- 7 novembre 2018

## Monumenti e luoghi d'interesse

### I Sassi di Matera
(Carlo Levi)
Matera è nota anche come città dei Sassi, proprio per la peculiarità e l'unicità del suo centro storico. Scavati e costruiti a ridosso della Gravina di Matera, una profonda gola che divide il territorio in due, i Sassi di Matera, rioni che costituiscono la parte antica della città, si distendono in due vallette, che guardano ad est, leggermente sottoposte rispetto ai territori circostanti, separate tra loro dallo sperone roccioso della Civita.
Il Sasso Barisano, girato a nord-ovest sull'orlo della rupe, se si prende come riferimento la Civita, fulcro della città vecchia, è il più ricco di portali scolpiti e fregi che ne nascondono il cuore sotterraneo. Il Sasso Caveoso, che guarda invece a sud, ubicato in una lama più ampia e corta, assume vagamente la forma di una cavea teatrale. Al centro la Civita, sperone roccioso che separa i due Sassi, sulla cui sommità si trovano la Cattedrale ed i palazzi nobiliari. Insieme formano l'antico nucleo urbano di Matera, dichiarato dall'UNESCO paesaggio culturale.
I Sassi di Matera sono un insediamento urbano derivante dalle varie forme di civilizzazione ed antropizzazione succedutesi nel tempo. Da quelle preistoriche dei villaggi trincerati del periodo neolitico, all'habitat della civiltà rupestre (IX-XI secolo), che costituisce il sostrato urbanistico dei Sassi, con i suoi vicinati, camminamenti, canalizzazioni, cisterne; dalla civitas di matrice normanno-sveva (XI-XIII secolo), con le sue fortificazioni, alle successive espansioni rinascimentali (XV-XVI secolo) e sistemazioni urbane barocche (XVII-XVIII secolo); ed infine dal degrado igienico-sociale del XIX e della prima metà del XX secolo allo sfollamento disposto con legge nazionale negli anni cinquanta, fino all'attuale recupero iniziato a partire dalla legge del 1986.
Nel 2017 la Zecca di Stato conia una moneta in argento da 10 euro, celebrativa dei Sassi di Matera in tiratura limitata.

#### Le cisterne e i sistemi di raccolta delle acque

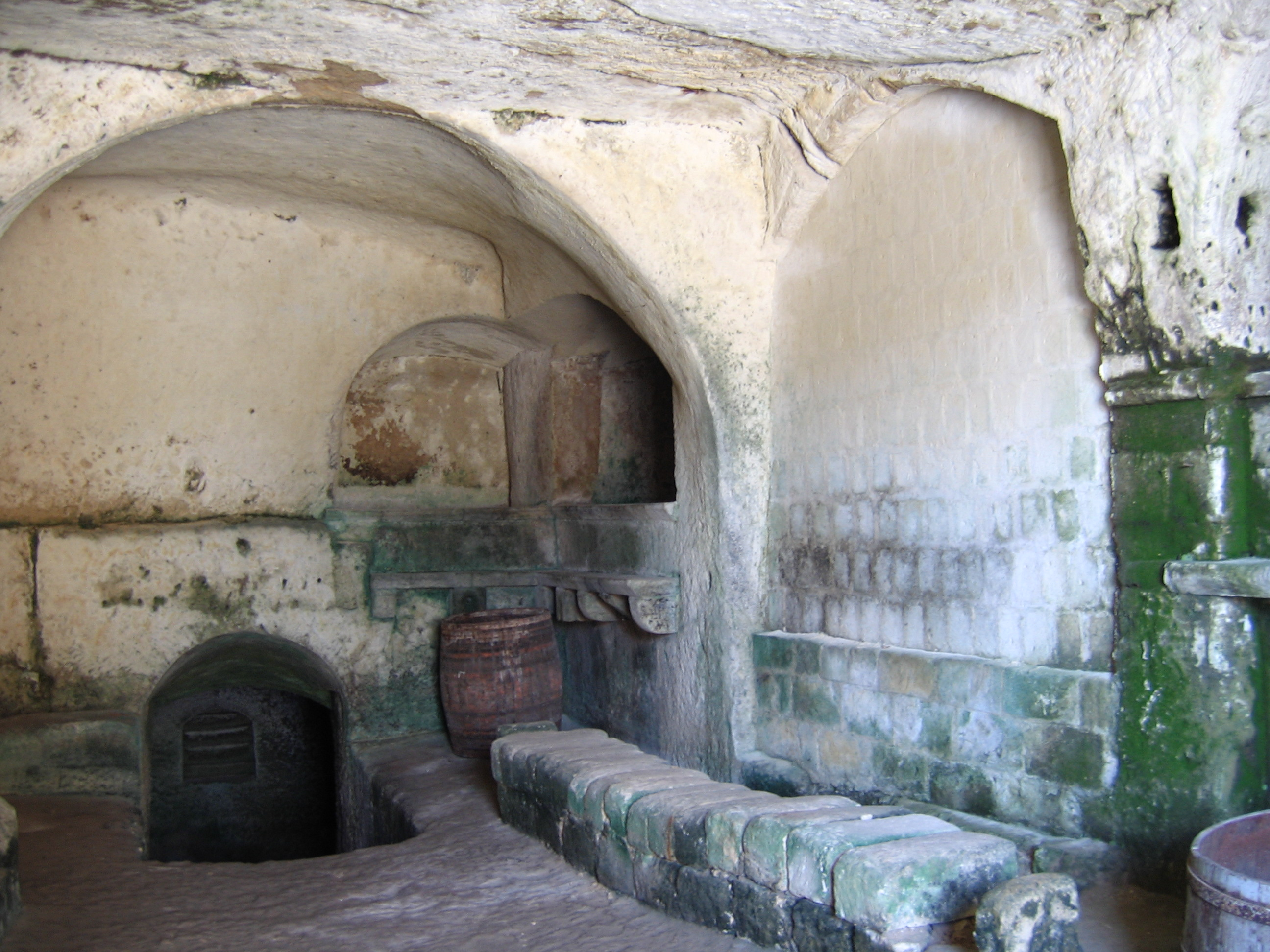
Interno con cisterna

La scelta di questo sito, sebbene abbia garantito un'estrema sicurezza all'abitato, ha comportato ai suoi abitanti enormi difficoltà nell'approvvigionamento delle acque. Di fatto i Sassi si trovano su un enorme banco calcarenitico a circa 150 metri dal livello del torrente, mentre le colline d'argilla che li circondano ad ovest risultano essere troppo lontane per assicurare l'approvvigionamento idrico in caso di assedi.
Perpetuando un uso documentabile sin dalle fasi neolitiche, gli abitanti hanno sfruttato a proprio vantaggio la friabilità della roccia e le pendenze per realizzare un complesso sistema di canalizzazione delle acque, condotte in una diffusa rete di cisterne e "palombari".
Vista in quest'ottica Matera risulta essere uno dei più antichi e meglio conservati esempi di bio-architettura al mondo. Una breve analisi dei sistemi insediativi costruiti intorno all'acqua, mostra come di fatto le civiltà e le tradizioni costruttive più antiche del mondo, abbiano numerosi punti in comune, sebbene secoli e chilometri le vedano come elementi distinti. Strutture apparentemente semplici e rudimentali si rivelano come dei prodigi di efficienza tecnica. Le umili tecniche arcaiche, dimenticate dagli stessi abitanti, acquistano un fascino ed un valore un tempo inimmaginabile.

### Architetture religiose

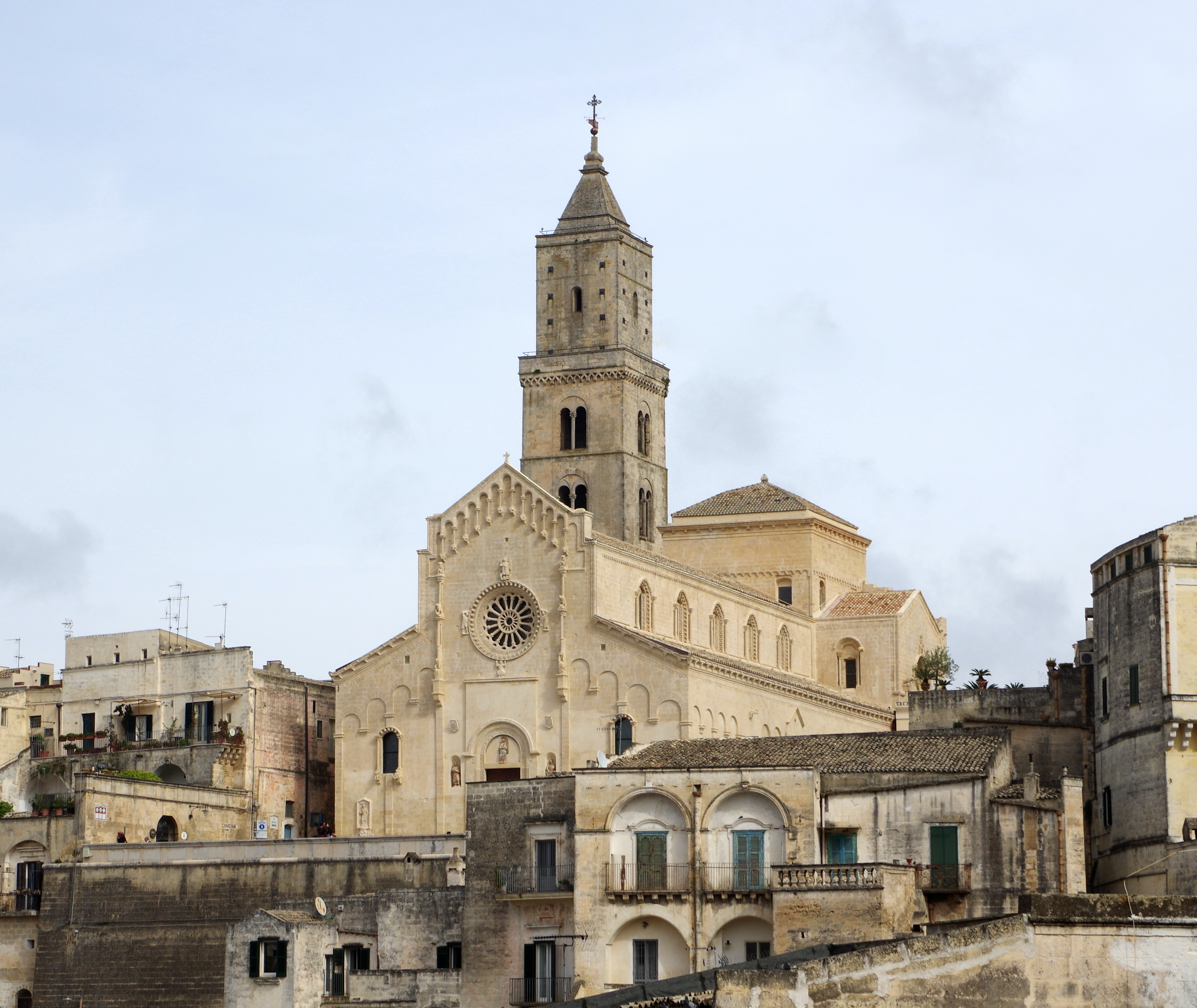
La cattedrale di Matera

- Cattedrale, in stile romanico pugliese, fu costruita nel XIII secolo sullo sperone più alto della Civita che divide i due Sassi, sull'area dell'antico monastero benedettino di Sant'Eustachio, uno dei due santi protettori della città. All'esterno sono da notare il rosone a sedici raggi ed il campanile alto 52 metri; all'interno, degni di nota un affresco bizantino della Madonna della Bruna, un presepe cinquecentesco dello scultore Altobello Persio ed un affresco raffigurante il Giudizio finale.

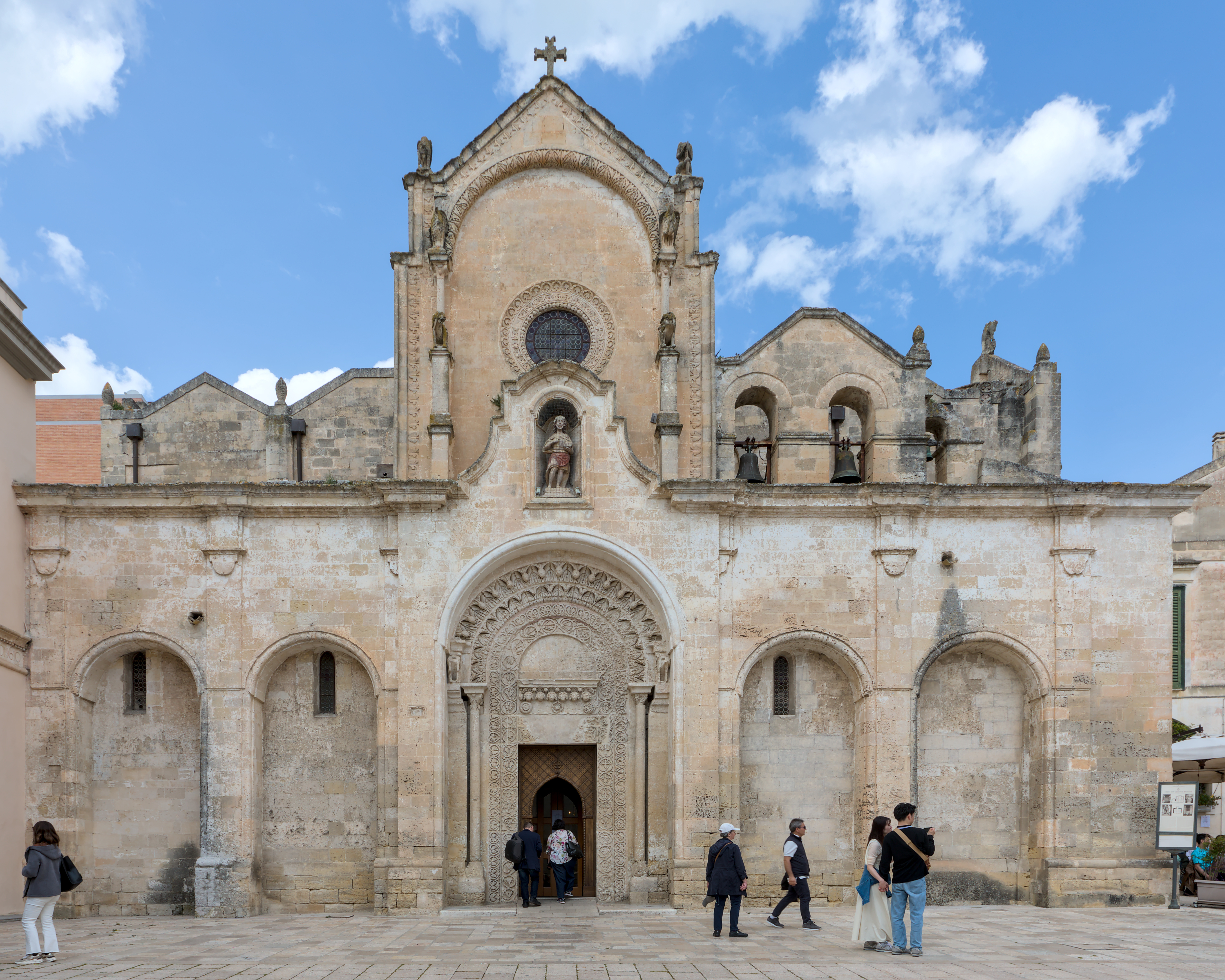
Chiesa di San Giovanni Battista

- Chiesa di San Giovanni Battista, costruita nel 1233, anch'essa in stile romanico. All'interno, a tre navate, vi è una grande volta a vele rifatta nel 1793, anno in cui furono effettuate diverse modifiche per preservare la staticità della chiesa, bei capitelli di tipo pugliese che ornano le colonne con figure antropomorfe, zoomorfe e vegetali, ed un'imponente abside. Accanto alla chiesa vi è l'Ex ospedale di San Rocco con la chiesetta del Cristo Flagellato al suo interno.
- Chiesa di San Pietro Caveoso, costruita nel 1218, è uno dei punti più caratteristici della città. Nel XVII secolo l'intera struttura subì numerose modifiche e ci fu l'aggiunta del campanile, tutto in stile barocco. All'interno sono presenti numerose tele settecentesche e affreschi di santi. Le numerose cappelle sono stuccate e presentano affreschi e polittici di legno.

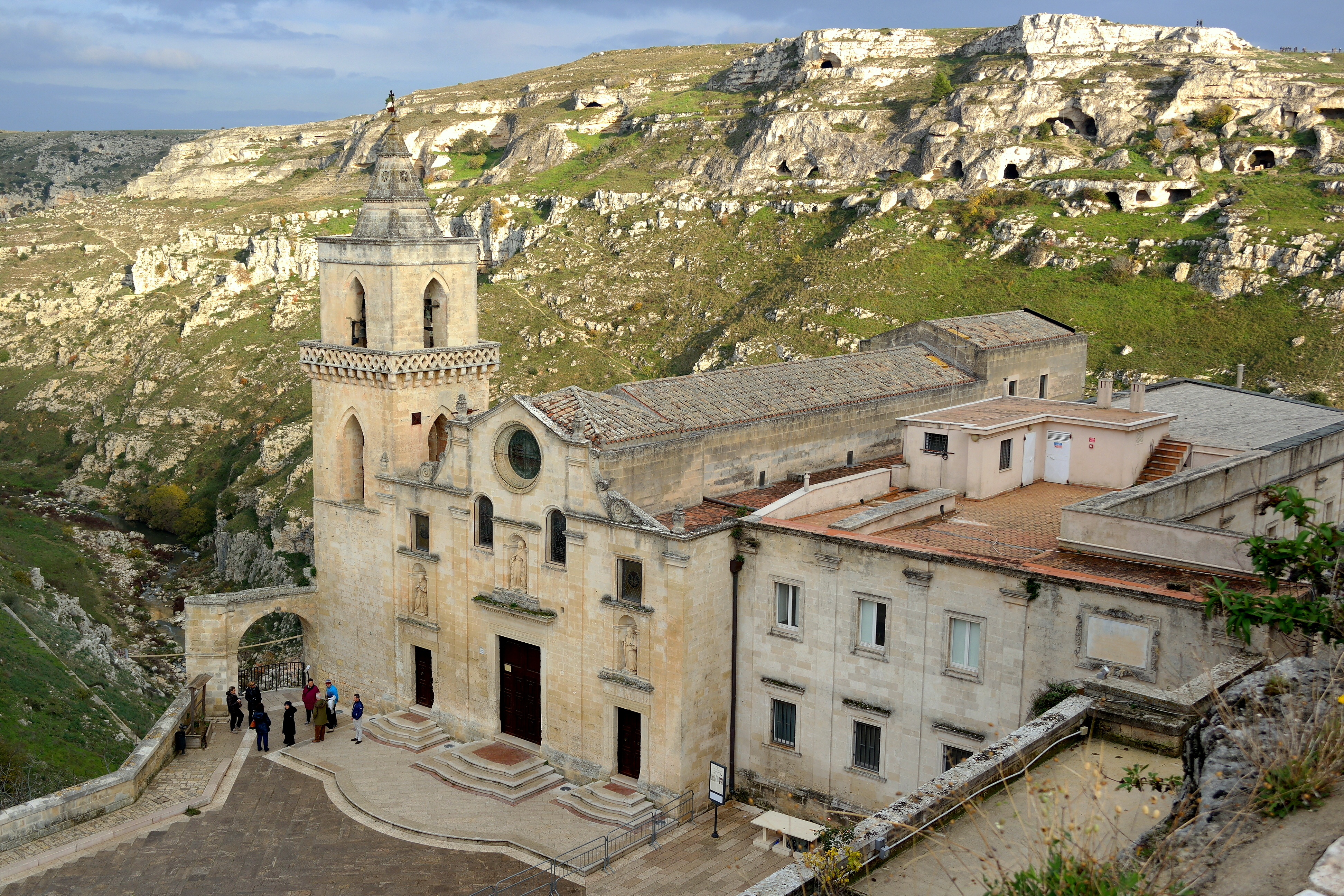
Chiesa di San Pietro Caveoso

- Chiesa di San Francesco d'Assisi, ricostruita quasi completamente nel 1670 in stile barocco. Rilevanti sono la facciata esterna in stile tardo barocco, mentre al suo interno vi è l'antica cripta dei Santi Pietro e Paolo, che conserva un affresco raffigurante la visita a Matera del papa Urbano II nel 1093. Rimarchevoli, inoltre, sono i pannelli di un polittico smembrato di scuola veneta variamente attribuito a Bartolomeo Vivarini o a Lazzaro Bastiani.
- Chiesa di San Francesco da Paola, progettata dal materano Lazzaro Caputo e costruita durante il Seicento dove prima sorgeva la "Chiesa rupestre di Santa Maria de Armeniis nel Sasso Caveoso". È situata su Via XX Settembre, 17.[36]

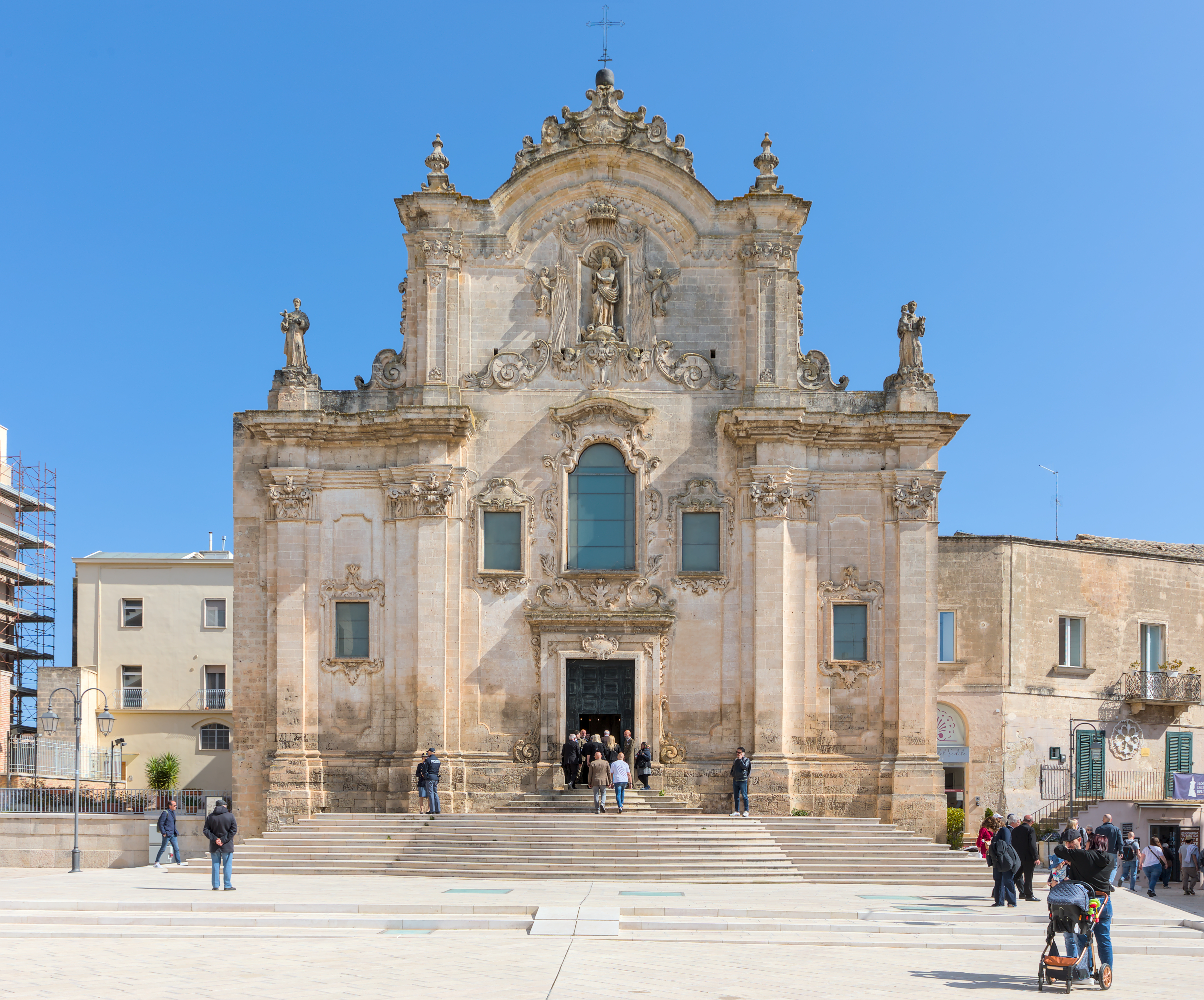
Chiesa di San Francesco d'Assisi

- Chiesa di Santa Chiara, fu costruita alla fine del XVII secolo insieme agli attigui locali che ospitarono dapprima l'ospedale, poi il convento delle clarisse ed infine i locali del museo archeologico nazionale "Domenico Ridola". La facciata, ricca di decori, presenta un lunettone nella parte superiore ed in basso il portale con ai lati due semicolonne e due nicchie con statue di santi. L'interno è a una navata.
- Chiesa del Purgatorio, costruita nel 1747 in stile tardo barocco, presenta una facciata con decorazioni sul tema della morte e della redenzione delle anime. Notevole il portale in legno diviso in 36 riquadri che riporta in alto i teschi di prelati e regnanti ed in basso quelli di comuni cittadini. All'interno, a croce greca, vi è una cupola ottagonale.
- Chiesa di San Domenico, fu costruita insieme al convento a partire dal 1230 in stile romanico pugliese. Molto bello il rosone con intorno quattro figure a rilievo raffiguranti un telamone, due figurine ai lati, ed in alto l'Arcangelo Michele. Al centro del rosone un cane con la fiaccola in bocca, simbolo dei domenicani. L'interno, a tre navate con altari laterali e con una cupola emisferica a cassettoni, è stato rimodernato nel 1774; fra le opere conservate all'interno c'è la Crocifissione con san Domenico, realizzata dal Pietrafesa nel 1653.
- Chiesa di Santa Lucia e Agata alla Fontana, la sua costruzione fu ultimata nel 1797, quando vi furono trasferite la chiesa ed il monastero delle benedettine, fino ad allora ospitate nel monastero di Santa Lucia alla Civita nei Sassi. Situata insieme all'attiguo monastero delle benedettine accanto alla fontana ferdinandea nella centrale piazza Vittorio Veneto, è composta da una navata.

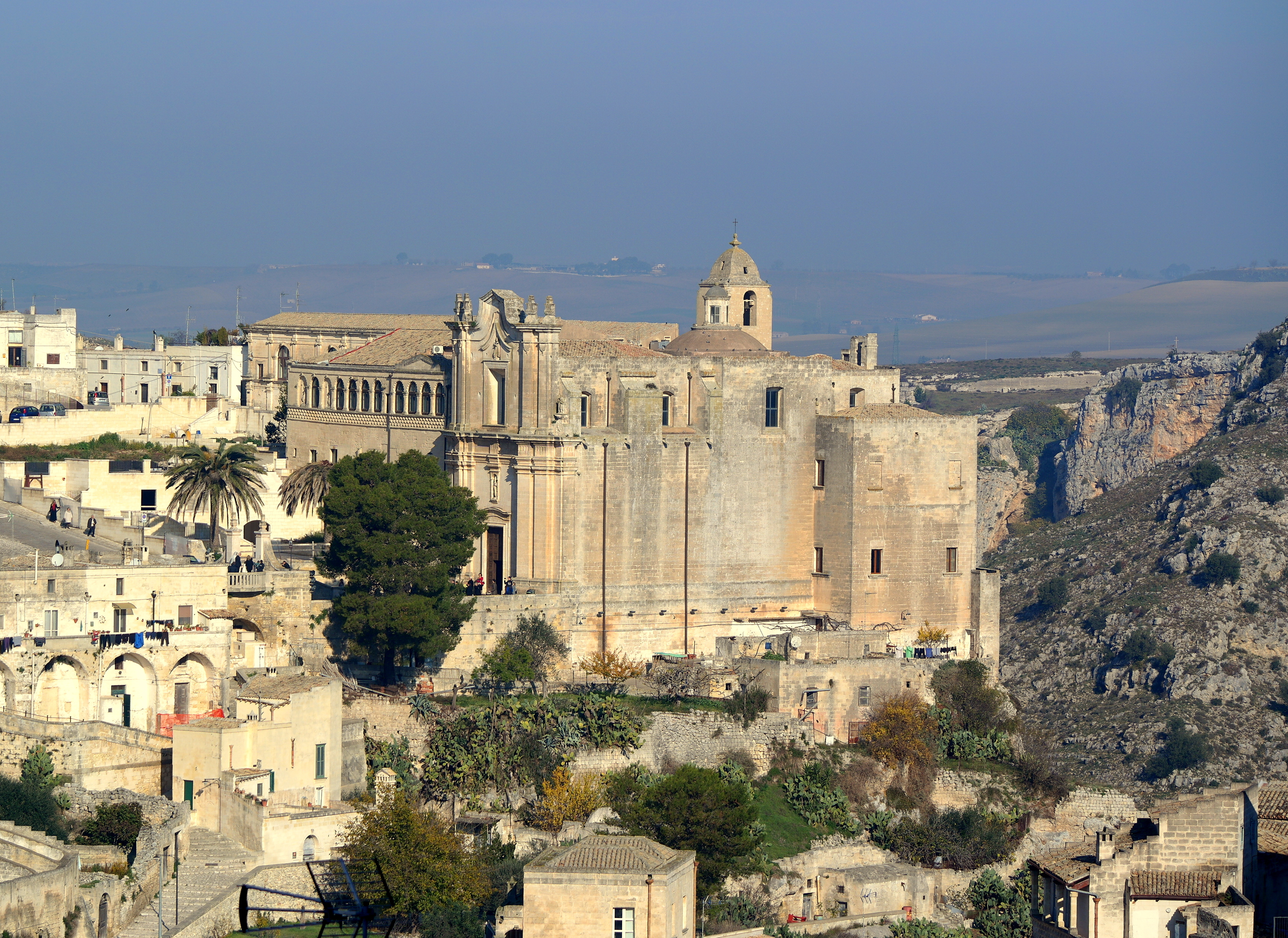
Chiesa di Sant'Agostino

- Convento di Sant'Agostino, monumento nazionale italiano, situato nel Sasso Barisano e sorto nel 1593, insieme all'omonima chiesa, sull'antica cripta rupestre di San Giuliano risalente al XII secolo (sinora descritta come cripta di San Guglielmo a causa di un errore storico).
- Santuario della Madonna di Picciano, situato sulla sommità dell'omonimo colle a 15 km dalla città, è meta di pellegrinaggi. La leggenda narra che la Madonna apparve sui rami di una quercia ad alcuni pastori abruzzesi che percorrevano quei luoghi per la transumanza. A partire dal XIII secolo si insediò una comunità monastica benedettina, e nei secoli successivi Picciano appartenne ai templari prima ed ai cavalieri di Malta poi, che ampliarono la chiesa ed i locali annessi. All'interno della chiesa, sopra l'altare maggiore, vi è l'immagine della Madonna, databile al XV secolo, e nella cappella alle spalle dell'altare la statua della Madonna che viene portata in processione. Oggi il Santuario ed il monastero sono custoditi dai monaci benedettini olivetani.
- Santuario della Madonna della Palomba, situato sulla Murgia quasi a strapiombo sulla Gravina di Matera, si trova nei pressi di una grotta dove era venerato un affresco con l'immagine bizantina della Vergine col bambino. A partire dal 1580 fu costruito un nuovo edificio di culto. La facciata mostra un rosone ed un campanile a vela, mentre l'interno a una navata conserva l'antico affresco databile intorno al XIII secolo.

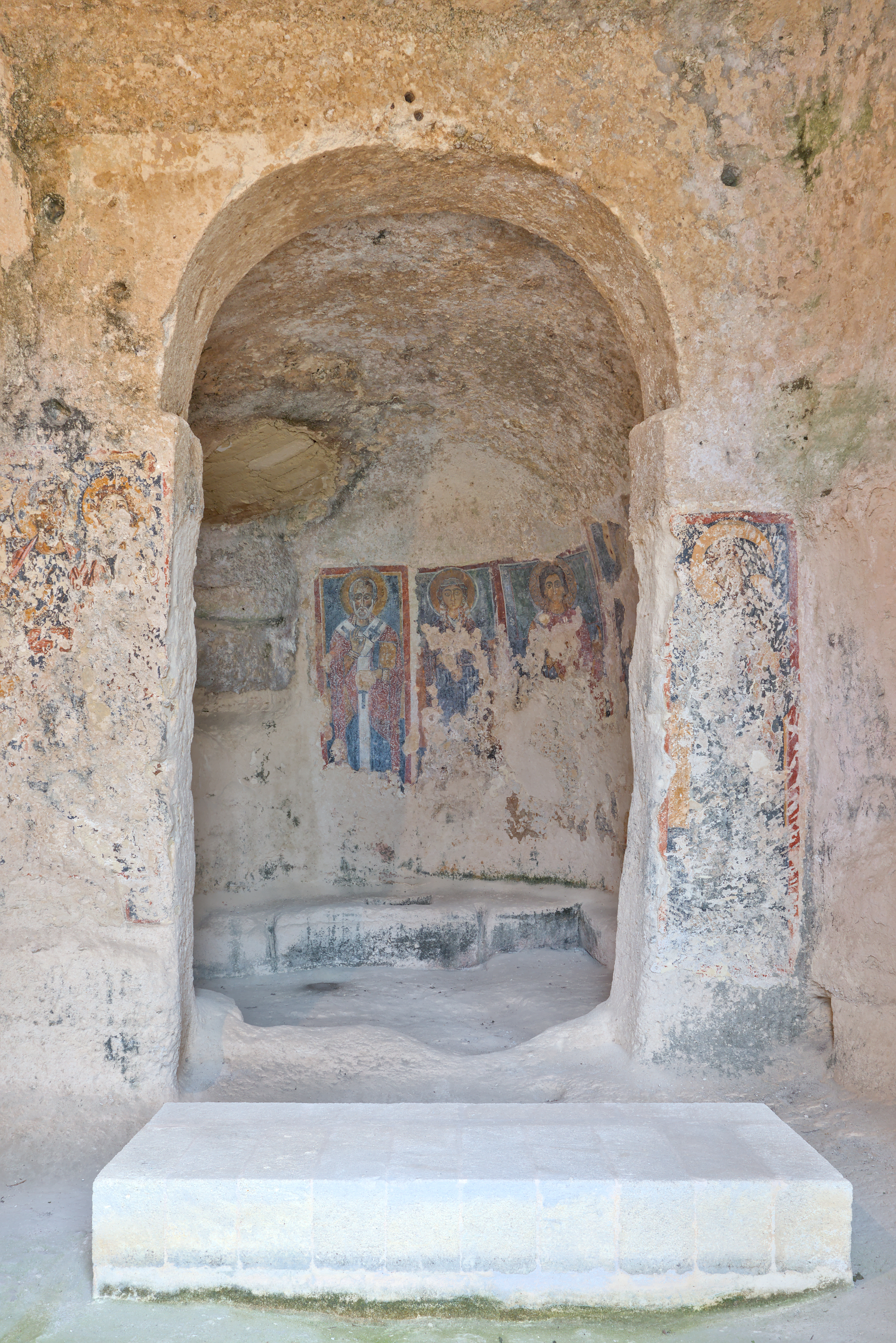
Chiesa rupestre di San Nicola dei Greci

- Chiese rupestri, nella città e lungo le Gravine del Parco della Murgia Materana si contano circa 150 chiesette scavate nella roccia. Tra le più importanti chiese rupestri nei Sassi vi sono Santa Lucia alle Malve, complesso rupestre che anticamente ospitava una comunità monastica, il Convicinio di Sant'Antonio un comprensorio costituito da 4 cripte rupestri, Santa Maria di Idris sulla sommità dell'omonima rupe, Santa Barbara ricca di affreschi, la Madonna delle Virtù che insieme alla sovrastante chiesa di San Nicola dei Greci oggi ospita importanti mostre di scultura, e San Pietro Barisano con facciata e campanile in muratura e interno quasi completamente scavato nella roccia. All'esterno del perimetro urbano vi sono, tra le altre, la Cripta del Peccato Originale, recentemente restaurata, esempio di pittura longobarda con uno straordinario ciclo pittorico di affreschi che coprono le pareti di sinistra e di fondo per i quali viene definita la Cappella Sistina del rupestre[37][38], e la chiesa di Santa Maria della Valle, comunemente detta La Vaglia, la più grande chiesa rupestre della città, con facciata in muratura e interni ipogei.

### Architetture civili

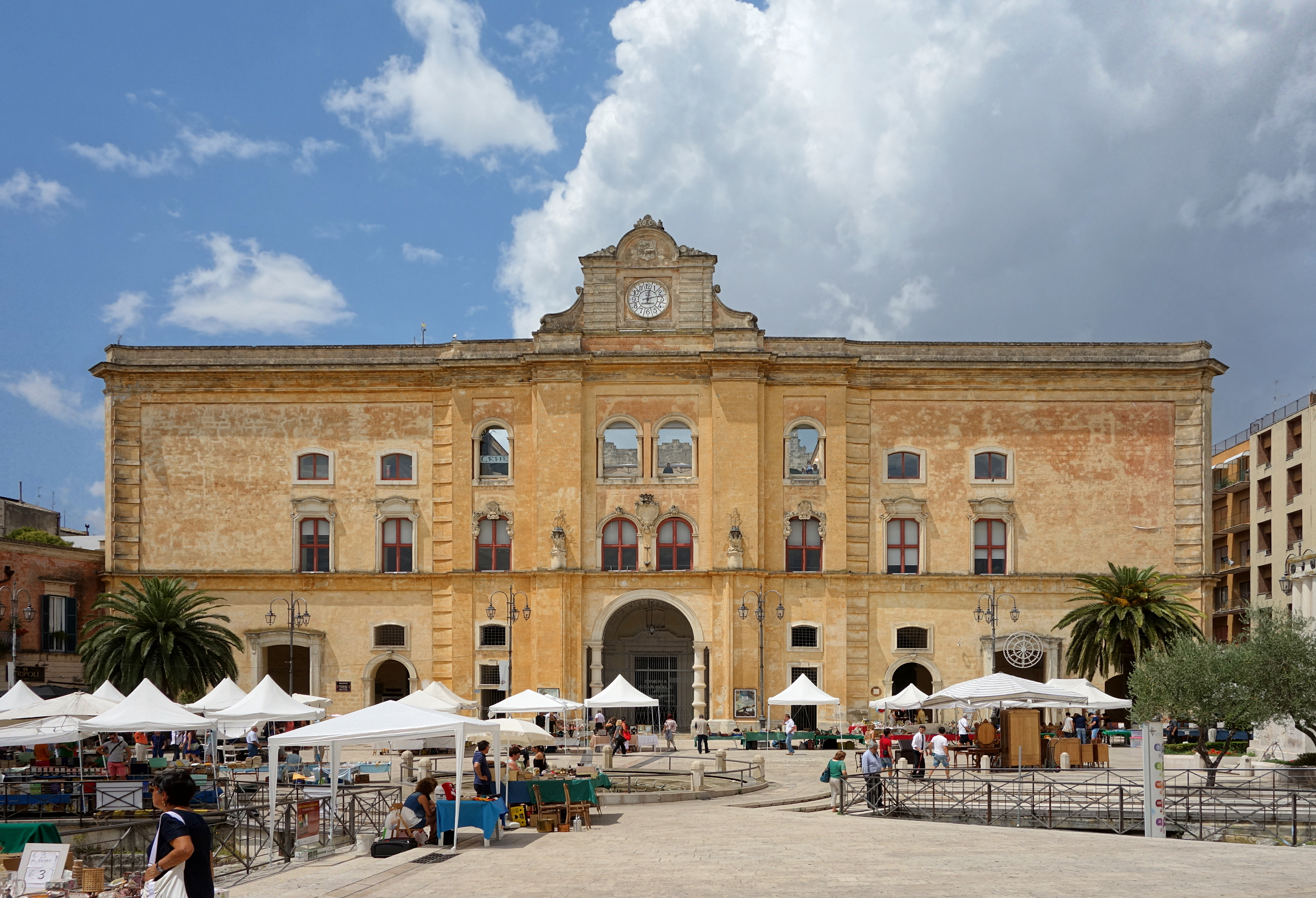
Palazzo dell'Annunziata

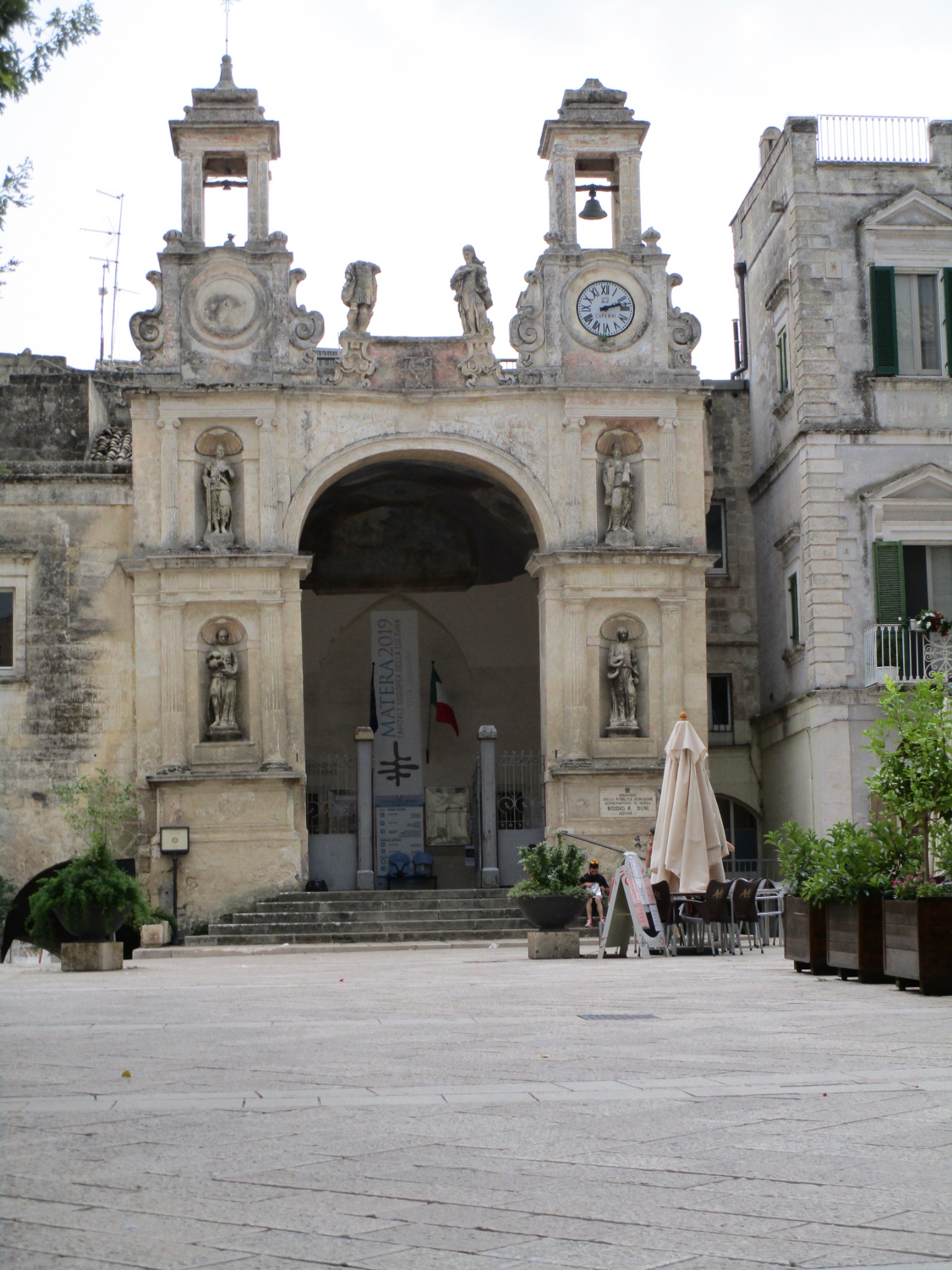
Palazzo del Sedile

- Palazzo Lanfranchi, monumento seicentesco fatto costruire da Frate Francesco da Copertino per ordine del Vescovo Vincenzo Lanfranchi tra il 1668 e il 1672, che originariamente ha ospitato il Seminario diocesano. Ospita i locali del Museo nazionale d'arte medievale e moderna della Basilicata e gli uffici della Soprintendenza per i Beni Artistici e Storici della Basilicata.
- Palazzo dell'Annunziata, palazzo settecentesco sito in Piazza Vittorio Veneto, ha dapprima ospitato il convento delle Domenicane, per poi diventare tribunale nel 1865 e in seguito scuola media. Oggi l'edificio che domina la piazza centrale di Matera è sede della Mediateca e della Biblioteca provinciale Tommaso Stigliani oltre a ospitare il Cinema Comunale intitolato a Gerardo Guerrieri.
- Palazzo del Sedile, situato nella centrale Piazza Sedile, è stato costruito nel 1540, ristrutturato nel 1759, è la sede della I° sezione del Conservatorio di Musica intitolato a Egidio Romualdo Duni, e dell'Auditorium Gervasio. La facciata presenta due torri campanarie ed è ornata da sei statue. Affacciato alla medesima piazza si trova inoltre il Palazzo del Governatore, risalente al XVII secolo, prima sede della Regia Udienza di Basilicata. I suoi sotterranei furono adibiti a carcere della città.
- Palazzo Bernardini che domina il sasso Caveoso.
- Palazzo Gattini, situato in piazza Duomo.
- Palazzo Porcari, dimora della nobile famiglia materana di origini romane, situato Piazzetta Sant'Eligio in Via del Corso, a pochi metri dalla Chiesa di San Francesco D'Assisi
- Palazzo Malvinni-Malvezzi, situato in piazza Duomo, è appartenuto alla famiglia dei Duchi di Santa Candida. Al suo interno, nel piano nobile sono collocate 14 tele di pregevole fattura ed arredi in stile Luigi XVI.[39]
- Palazzo Bronzini, risalente al XVIII secolo, situato all'angolo tra piazza del Sedile e Via Duomo.
- Palazzo Ridola, in Via Duomo.
- Palazzo di Castro Vetere, l'antico palazzo, nonostante i diversi passaggi di proprietà avvenuti nel corso degli anni (se ne contano all'incirca 25) conserva ancora tutta la sua antica struttura di vico campanile dove è situato assieme alla vecchia chiesa di San Nicola in Castiglione. Importante è notare lo stemma vicino alle scale probabilmente appartenente alla famiglia Palmieri che ha tenuto il vescovado di Matera dal 1483 al 1530[40].
- Palazzo Venusio, palazzo nobiliare di Matera, edificato in via S. Potito nel XVI secolo.
- Ipogei di piazza Vittorio Veneto, situati sotto la piazza principale della città e tornati alla luce da pochi anni, contengono oltre a numerosi ambienti ipogei anche un'antica cisterna, detta il Palombaro lungo, e una torre facente parte delle mura che anticamente dovevano essere a ridosso del Castello Tramontano.
- Fontana ferdinandea, restaurata dal re Ferdinando II di Borbone nel 1832, era originariamente posta ai piedi della collina del castello e raccoglieva le acque provenienti da quella collina. Dopo la seconda guerra mondiale, esaurita la sua funzione di approvvigionamento, fu trasferita all'interno della villa comunale. Nel mese di aprile 2009, dopo lavori di restauro, è stata riposta nel suo luogo originario in piazza Vittorio Veneto.
- Villa Longo, dimora del XIX secolo della nobile famiglia materana di antiche origini napoletane.

### Architetture militari

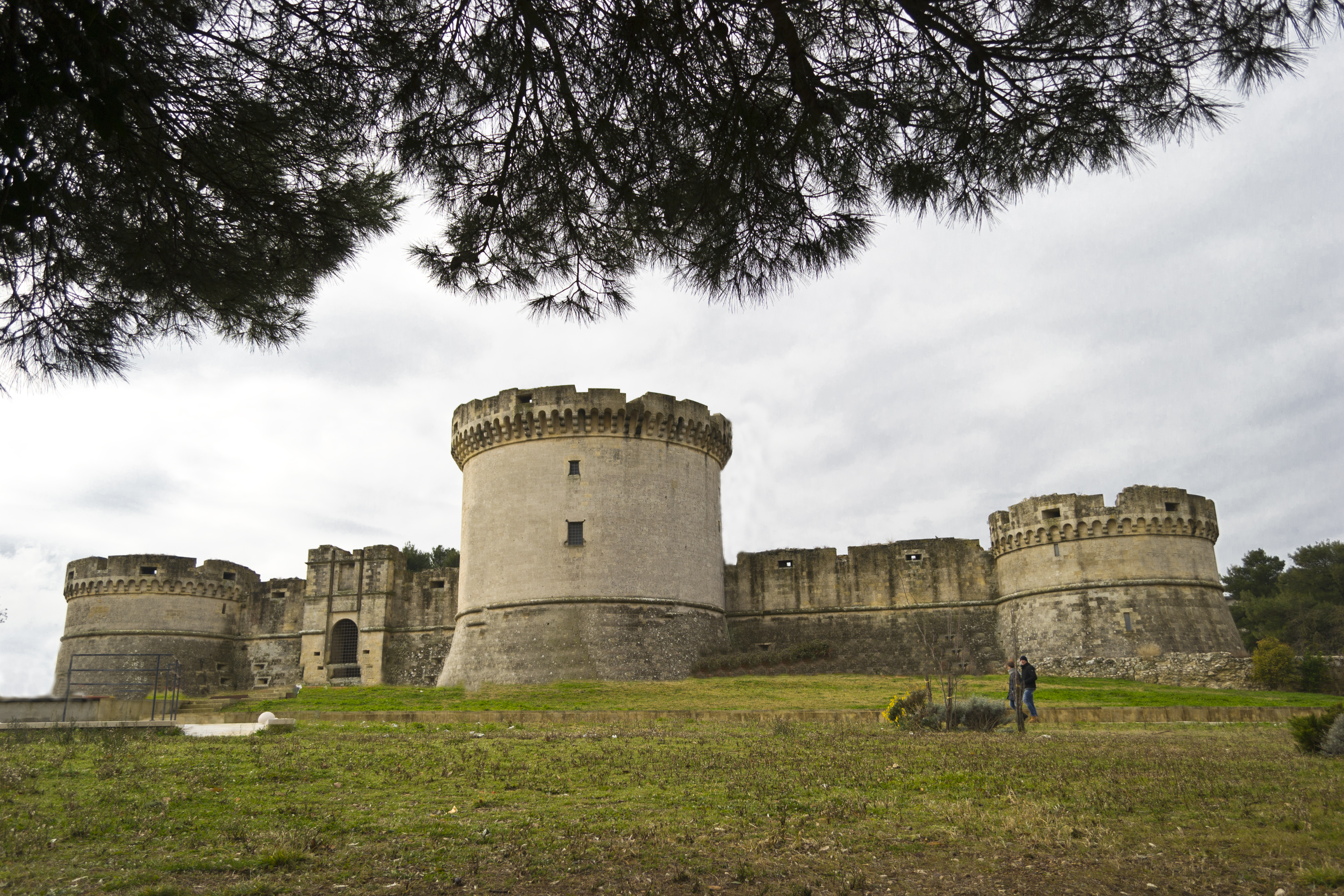
Il Castello Tramontano

- Castello Tramontano, in stile aragonese, con un maschio centrale e due torri laterali rotonde, rimase incompiuto per l'uccisione del conte Giovan Carlo Tramontano da parte della popolazione nel 1514.
- Torre Metellana, ubicata nel Sasso Barisano, facente parte della cinta muraria a difesa della "Civita".

### Siti archeologici
- Un'area archeologica è quella situata sul colle di Timmari, dove sono stati ritrovati numerosi reperti sia di epoca preistorica sia di tipo apulo risalenti al IV secolo a.C. (tra cui una tomba ricchissima di arredi funerari), molti dei quali sono custoditi nel museo archeologico "Domenico Ridola".
- Villaggio neolitico di Trasano; il sito ha dato alla luce resti di insediamenti umani continui dal Neolitico antico fino all'Età del bronzo, ed è oggetto di studi soprattutto in riferimento al suo sistema di difesa muraria, tra i più antichi ritrovati in Europa.[41]
- Diversi resti di villaggi trincerati del Neolitico e necropoli dell'Età del bronzo sono presenti su tutto il territorio della Murgia materana[42].
- L'area di Jesce al confine nord est del territorio materano con quella fu Blera (Altamura) e con sub Lupatia (Santeramo in colle) è attravesata per alcuni chilometri dalla via Appia antica, noto è il solo tracciato.[43][44]

### Aree naturali

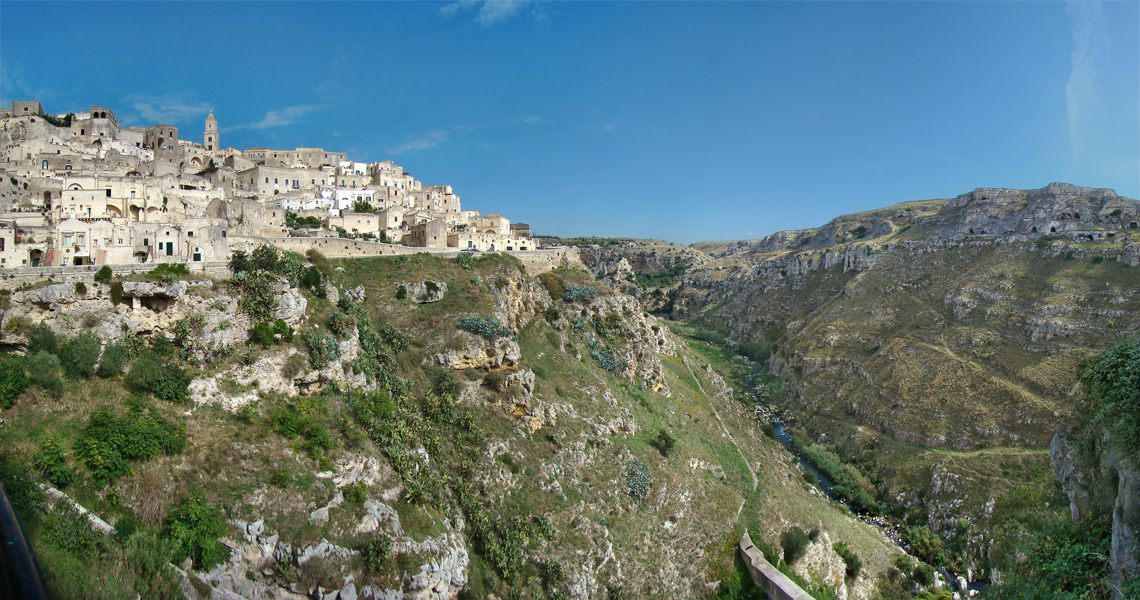
Sul ciglio del Parco della Murgia Materana

- Parco della Murgia Materana, parco regionale istituito nel 1990, comprende il territorio della Gravina di Matera, le chiese rupestri disseminate lungo i pendii delle gravine e l'altopiano della Murgia materana. Importanti le numerose masserie, molte delle quali fortificate. Simbolo del parco è il falco grillaio, piccolo rapace presente nel territorio di Matera con numerosissimi esemplari.
- Riserva regionale San Giuliano, area protetta istituita nel 2000, comprende il lago di San Giuliano, invaso artificiale creato dallo sbarramento del fiume Bradano, ed i tratti fluviali a monte ed a valle del fiume. Molto rilevante è la presenza dell'avifauna.
- Colle di Timmari, polmone verde situato a circa 15 km dalla città, domina la valle del Bradano ed il lago di San Giuliano. È un'amena località residenziale, e sulla cima del colle si trova il piccolo Santuario di San Salvatore, risalente al 1310, ed un'importante area archeologica.

### Parchi urbani
- Parco del Castello - via Castello
- Parco Giovanni Paolo II - via Lucana angolo via Gramsci
- Villa dell'Unità d'Italia - via XX Settembre angolo via Tommaso Stigliani
- Parco Centrale Macamarda - via Saragat
- Parco Giovanni Falcone - via IV Novembre
- Parco bosco Serra Venerdì - rione Serra Venerdì
- Parco dei Quattro Evangelisti - zona PAIP
- Parco del rione Lanera

## Società

### Evoluzione demografica
Abitanti censiti

La città di Matera fin dagli inizi del Novecento ha sempre visto una crescita della popolazione leggera ma costante, eccezion fatta per un aumento sensibile avvenuto nel secondo dopoguerra, dovuto in parte ad un saldo naturale sempre positivo ed in parte allo spopolamento dei piccoli centri limitrofi.

### Etnie e minoranze straniere
Al 31 dicembre 2023 gli stranieri residenti nel comune erano 3627. ovvero il 6,09% della popolazione. Matera è il comune della Basilicata con più residenti stranieri. Di seguito sono riportati i gruppi più consistenti:
- Cina  664
- Romania 488
- Nigeria 303
- Georgia 295
- Bangladesh 289
- Albania 159
- Ucraina 149
- Marocco 122
- Pakistan 93
- Gambia 86

### Lingue e dialetti
Il dialetto materano (u matarràsë) rientra nel gruppo dei dialetti meridionali medi; presenta forti affinità con il gruppo dei dialetti pugliesi, specie rispetto al barese ed in misura minore al tarantino. Conserva tuttavia delle peculiarità, come la quasi totale assenza di suoni vocalici in alcuni vocaboli ed effetti di inversione vocalica rispetto all'italiano.
Esclamazioni tipiche:
- «Mo mèrië!» - letteralmente «Ora muoio!», esclamazione di fatica o dolore, richiesta di aiuto.
- «Egghia!» - abbreviativo di mannegghia, nella forma abbreviata è un'esclamazione di stupore. Da ricordare che "mannegghia" altro non è che la forma dialettizzata dell'espressione "mannaggia" a sua volta derivante da "mal n'aggia", cioè di "mal ne aggia" proveniente da "mal ne abbia".
- «Gistëjzzë!» - letteralmente «Giustizia!», accidenti! Abbreviativo di «Gistjëzzë të vò bbënìë!», imprecazione che significa «Che ti venga un accidente!».
- «Mogghià'Ddëjë!» - letteralmente «Non voglia Dio!», non sia mai!

### Religione
Matera è sede vescovile sin dal X secolo. Per anni sotto l'influsso bizantino, fu elevata ad arcidiocesi nel 1203 quando fu unita con bolla pontificia all'arcidiocesi di Acerenza. L'arcidiocesi conta 52 parrocchie in 13 comuni. La città nel tempo è stata visitata da due papi; Papa Urbano II e san Giovanni Paolo II, che la definì città della Visitazione e del Magnificat. Un suo arcivescovo metropolita invece divenne Papa; Urbano VI. Papa Urbano VI, sulla scorta della festa in onore di Maria SS. della Bruna celebrata a Matera già da tempo, istituì la festa della Visitazione per il 2 luglio, oggi ancora celebrata oltre che a Matera anche a Siena ed a Enna in quella data anche se la festa ufficiale è stata spostata il 31 maggio. Protettori della città sono la Madonna della Bruna e Sant'Eustachio, del quale la leggenda narra che durante un assedio subito dalla città ad opera dei Saraceni intorno all'anno 1000, salvò Matera dall'invasione facendo apparire ai nemici centinaia di cavalieri guidati dal Santo stesso e mettendoli in fuga. Il 21 novembre 1954 è stata proclamata, con delibera comunale, Civitas Mariae.
Nell'agro materano tra i vari, sono ancora attivi due santuari; il Santuario di Santa Maria di Picciano e il Santuario di Santa Maria della Palomba.
Lo storico G. Gattini narra di un'incisione che era presente sulla facciata gotica della chiesa di San Francesco d'Assisi in Matera, prima del suo rifacimento tardo barocco, la quale indicava che la stessa fosse stata voluta dal Santo in persona (mancano fonti autorevoli; visto che lo storico era vissuto nel XIX secolo). Racconta che nella città fosse giunto San Francesco, nel suo viaggio verso oriente si sarebbe fermato a Matera, dove fuori le mura cittadine avrebbe chiesto un sito su cui erigere una sua chiesa, cosa che gli fu negata per altro sito, che il santo rifiutò. Giunto in un paese del circondario ebbe modo di compiere un miracolo (il miracolo di Pomarico) che suscitò cotanto scalpore da convincere il clero materano ad istituire, nel luogo da lui chiesto, la chiesa che è tutt'oggi presente.
Presenti anche a Matera gli Evangelici con diverse chiese sia pentecostali che battiste e una testimonianza che va avanti da più di un secolo.
Altre minoranze religiose sono costituite in particolar modo dagli ortodossi e dai musulmani.

### Tradizioni e folclore

Il Carro trionfale della Madonna della Bruna

La festa patronale della Madonna della Bruna si celebra il 2 luglio di ogni anno sin dal lontano 1389, quando papa Urbano VI, già arcivescovo di Matera, istituì la festa della Visitazione, e va ricordata per la tradizione della distruzione di un carro trionfale di cartapesta che ogni anno viene ricostruito.
La tradizione del presepe vivente nei Sassi di Matera, iniziata negli anni settanta grazie al Gruppo Teatro Matera e successivamente interrotta per molti anni, è ripresa nel dicembre 2010 con l'evento promosso dall'Unione Nazionale delle Pro loco d'Italia e dalla Regione Basilicata. Con la partecipazione di diverse centinaia di figuranti su un percorso di 1,5 km, è considerato il più grande presepe vivente al mondo. Sempre nei Sassi ha luogo una Via Crucis.
Per i festeggiamenti carnascialeschi sono di tradizione le matinate, canti popolari di questua in cui si portava musica e allegria in casa di parenti e conoscenti.
Danze tipiche locali sono la pizzica e la tarantella, rappresentate da diversi gruppi folcloristici locali.

### Istituzioni, enti e associazioni

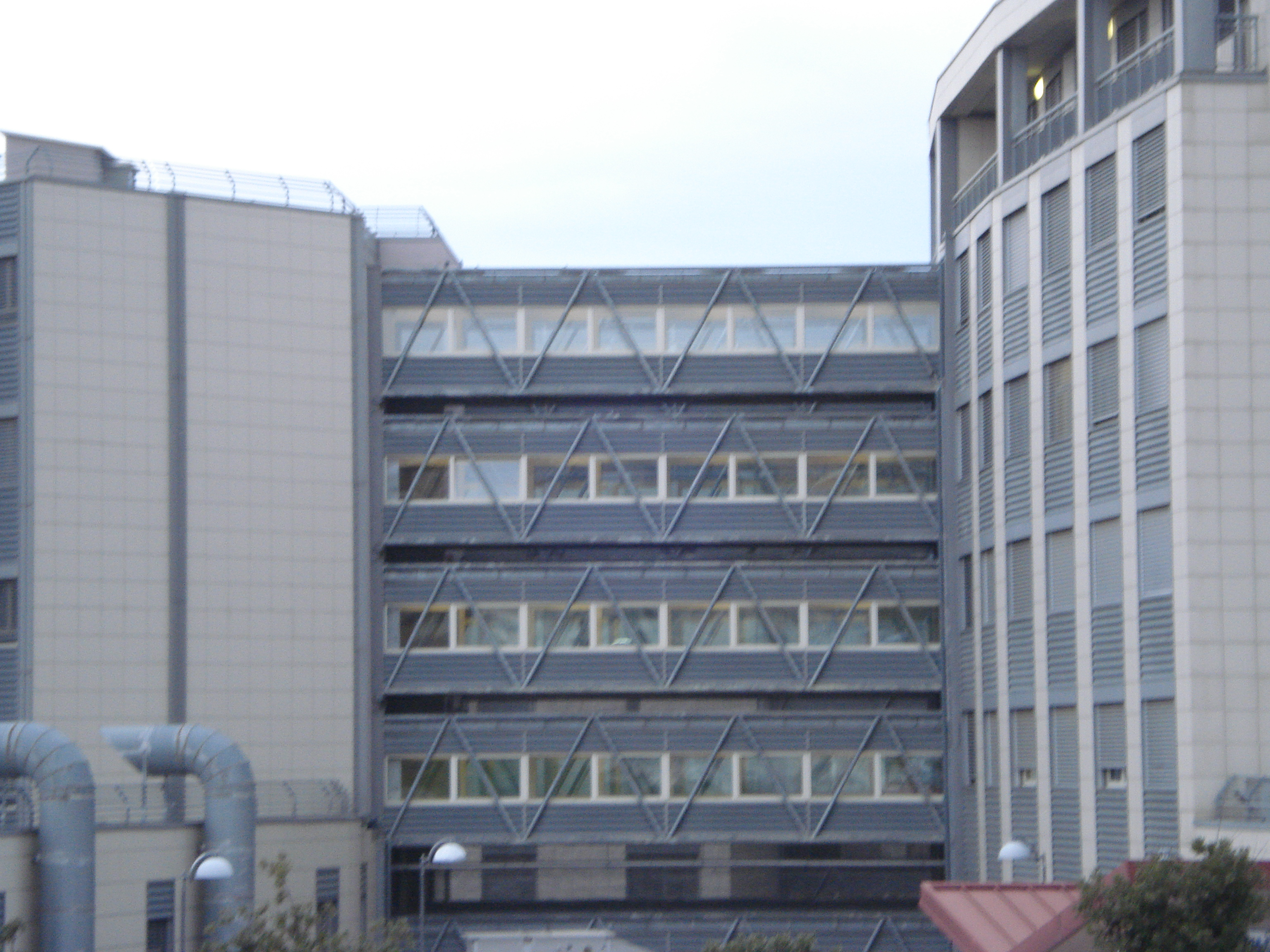
Ospedale

Presente in città sin dal 1865, l'ospedale Madonna delle Grazie è stato trasferito nel 2001 in una nuova struttura comprendente 430 posti letto.

## Cultura
Matera, con i suoi luoghi di interesse, le sue tradizioni popolari e diverse manifestazioni che si svolgono nel corso dell'anno, dispone di un'offerta culturale piuttosto ampia e variegata. La città aderisce inoltre all'Associazione città d'arte e cultura ed è stata la prima città al mondo ad essere riconosciuta paesaggio culturale.

### Capitale europea della cultura 2019
Candidata nel 2008, Matera è stata designata il 17 ottobre 2014 capitale europea della cultura per il 2019, insieme alla città bulgara di Plovdiv. È la quarta città italiana (dopo Bologna, Firenze e Genova), la prima del Mezzogiorno, a ricevere questo riconoscimento, ottenuto dopo essere entrata in una lista ristretta che comprendeva le candidature di altre cinque città italiane: Cagliari, Lecce, Perugia, Ravenna e Siena. Il verdetto è stato comunicato da Steve Green, presidente della Giuria internazionale di selezione composta da 13 membri (sei italiani e sette stranieri), al Ministro dei beni e delle attività culturali e del turismo (Mibact) Dario Franceschini; lo slogan scelto da Matera per la sua candidatura è stato "Open Future".

### Istruzione
Riguardo all'ambito scolastico, Matera è sede di numerosi istituti di istruzione secondaria, molti dei quali frequentati anche da alunni provenienti da comuni limitrofi. Il principale e storico istituto è l'Istituto d'Istruzione Superiore E. Duni - C. Levi, inaugurato nel 1864 e chiamato poi Regio Liceo ginnasio Emanuele Duni di Matera dal 1882. Negli anni 1882-83 vi insegnò latino e greco Giovanni Pascoli.

#### Università degli Studi della Basilicata
Nella città si trova una delle due sedi dell'Università degli Studi della Basilicata con il Dipartimento delle Culture Europee e del Mediterraneo (DICEM) e la Scuola di Specializzazione in Beni Archeologici.
Nel 2021, attraverso un accordo istituzionale tra il DICEM ed il comune di Matera, è stato realizzato un archivio multimediale dei beni culturali della città.

#### Istituto Centrale per il Restauro - Scuola di Alta Formazione e Studio
A Matera ha sede la Scuola di Alta Formazione e Studio dell'ICR presso il convento di Santa Lucia Nova, dedicata a Michele D'Elia direttore dell'ICR dal 1987 al 1991; operativa dall'anno accademico 2015/2016 ed inaugurata dal Ministro per i beni e le attività culturali ed il turismo Dario Franceschini nel 2017.

### Ricerca
A Matera opera sin dal 1983, per volontà congiunta del CNR, della Regione Basilicata e della NASA il Centro di geodesia spaziale Giuseppe Colombo dell'ASI, che si occupa di osservazione della Terra per mezzo di tecnologie spaziali avanzate. Oggi è una struttura di oltre 5000 m² dove lavorano 100 persone con un bilancio di circa 10 milioni di euro l'anno, ed è una delle principali strutture di ricerca e trasferimento tecnologico nel Mezzogiorno. Dedicato principalmente alla geodesia spaziale e al telerilevamento, il CGS (Centro di geodesia spaziale) sta ultimamente rivolgendosi anche ad altri campi, primi fra tutti la robotica spaziale e le missioni interplanetarie; tutte le attività sono svolte in un contesto di collaborazione internazionale. Telespazio è, fin dal 1983, responsabile della gestione operativa. Recentemente è stato raggiunto un accordo tra l'Agenzia Spaziale Italiana e la Regione Basilicata per il potenziamento delle attività del centro, con la costituzione di una cittadella dello spazio.
Matera è testimone della caduta di un meteorite avvenuta il 14 febbraio del 2023 alla periferia nord della città. The Meteoritical society insieme ad INAF,  Prisma INFN furono tra i deputati allo studio dei frammenti, definendola "Meteorite Matera" ricordata anche come "Bolide di S. Valentino". Attualmente i frammenti sono custoditi presso il Museo civico di scienze planetarie "Parsec" di Prato ed in attesa di essere musealizzati in parte a Matera, città alla quale l' IAU (International Astronomical Union) ha dedicato il nome di un asteroide (9278) Matera=1981 EM1

### Musei
- Museo archeologico nazionale Domenico Ridola: contiene materiale proveniente prevalentemente dal territorio materano e riveste particolare interesse per lo studio della preistoria nell'Italia meridionale e per la conoscenza delle culture e delle popolazioni indigene (Enotri e Lucani) venute in contatto con le colonie greche della costa ionica. Vi si trova la sezione preistorica, la più tipica del museo, e poi le sale della valle del Bradano, della valle del Basento, di Matera e dintorni, e infine la sala Ridola, in cui vi sono documenti testimonianti l'attività di Domenico Ridola, medico e archeologo materano e fondatore del museo.

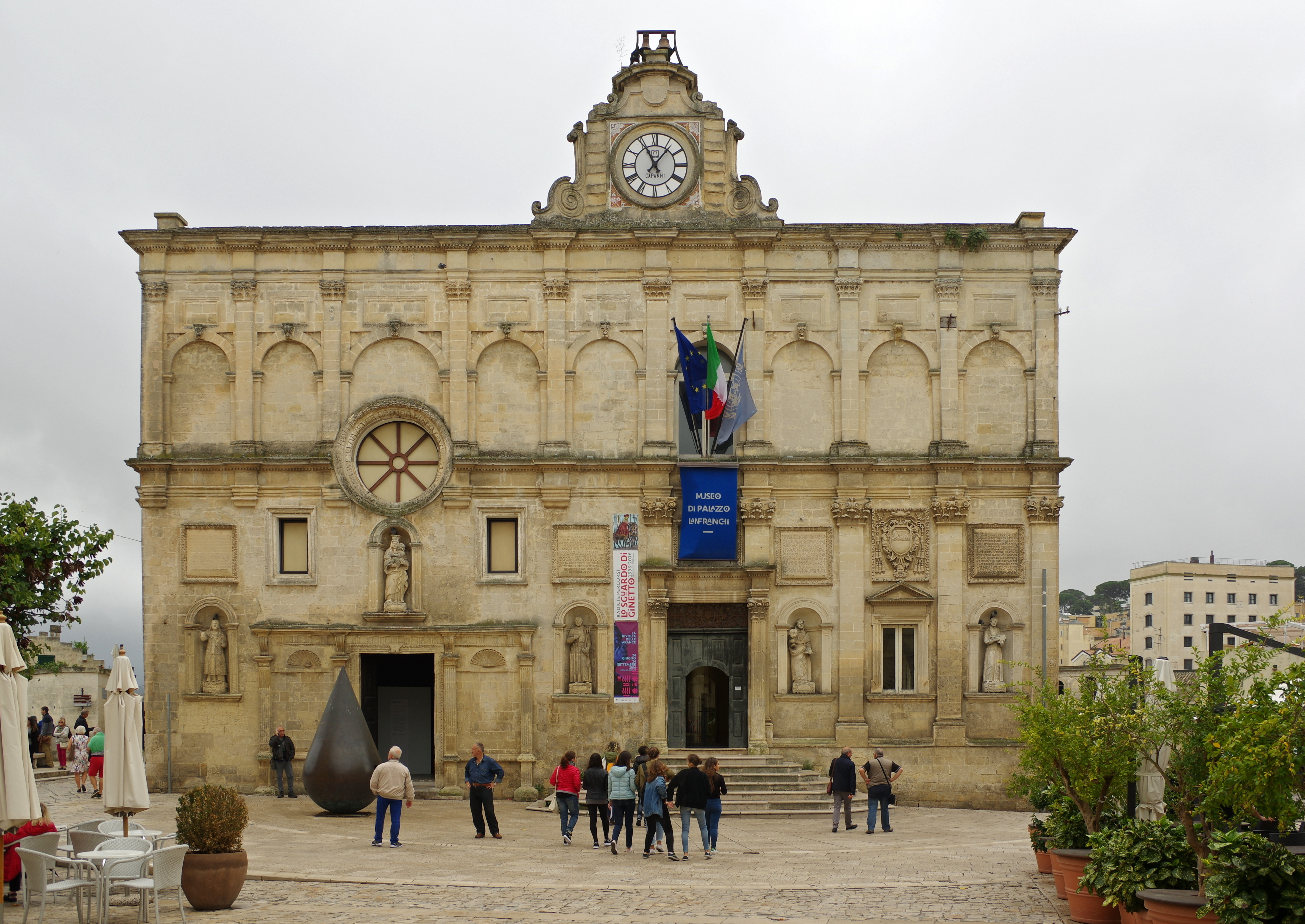
Palazzo Lanfranchi, sede del Museo nazionale d'arte medievale e moderna della Basilicata

- Museo nazionale d'arte medievale e moderna: è ospitato nei locali del seicentesco Palazzo Lanfranchi. È suddiviso in quattro sezioni: Arte Sacra, Collezionismo, Arte Contemporanea e Sezione etnoantropologica, e vi sono esposti dipinti di diversi artisti come Luca Giordano, Carlo Levi, ed opere di Abraham Brueghel, Giovan Battista Ruoppolo e Mattia Preti appartenenti alla collezione di Camillo D'Errico.
- MUSMA Museo della scultura contemporanea di Matera: posto all'interno di Palazzo Pomarici, un vasto edificio risalente al XVII secolo situato nei Sassi, raccoglie una collezione di opere che raccontano la storia della scultura dalla fine del XIX secolo ad oggi.
- Museo-laboratorio della civiltà contadina: raccolta di oggetti ed attrezzi degli antichi mestieri dei Sassi.
- Museo Diocesano: inaugurato nel 2011, ha sede negli ambienti dell'ex Seminario, e si sviluppa in tre sale in cui sono esposte opere datate tra l'XI e il XIX secolo, tra cui una croce pettorale bizantina risalente alla metà dell'XI secolo, il reliquiario a braccio di sant'Eustachio e il reliquiario di san Giovanni da Matera, risalenti entrambi al XV secolo[69][70].
- Museo storico "Generale Ignazio Pisciotta": il museo narra della Grande Guerra, della seconda guerra mondiale e dei vari periodi bellici coloniali italiani; sulla scorta del coinvolgimento di Matera e dei materani, inoltre narra del Risorgimento e della Resistenza nella città di Matera[71].
- Museo della raccolta delle acque: ha sede nelle chiese sconsacrate di San Giovanni da Matera e del Purgatorio Vecchio con il sottostante Palombaro, riserva di acqua pubblica del Sasso Caveoso[72].
- Casagrotta di Vico Solitario: antica abitazione scavata nella roccia tipicamente arredata situata nel Sasso Caveoso[73].
- La Casa di Ortega: situata in un fortilizio longobardo nel Sasso Barisano, ospita venti bassorilievi policromi realizzati dal pittore spagnolo José Ortega negli anni settanta durante il suo soggiorno nella città dei Sassi, oltre a ceramiche e produzioni artigianali locali[74].
- Parco scultura la Palomba: situato in una cava di tufo a cielo aperto dismessa, in località La Palomba all’interno del Parco archeologico storico naturale delle chiese rupestri del Materano, è stato creato dallo scultore Antonio Paradiso[75].
- Parco della Storia dell'Uomo[76]: nasce per raccontare gli ottomila anni della presenza umana sul suo territorio, dalla Preistoria alla Città dello Spazio, passando per la civiltà rupestre e la civiltà contadina.
- Museo di Paleontologia e geologia del territorio “Racconti in Pietra”[77]: propone un viaggio nel tempo a misura di bambino, raccontando una fetta di storia, quella più antica, del territorio murgiano e materano.
- Museo diffuso contemporaneo MUDIC[78]: luogo dedicato a far avvicinare le persone all'arte, attraverso l’organizzazione e la promozione di progetti culturali.
- Museo Storia del Comunismo italiano e internazionale e della Resistenza antifascista di Matera[79]: raccoglie materiali di tipo diverso relativi alla storia del comunismo e dell'antifascismo.
- Museo d’Arte d’oggi, del vivere e del non vivere[80]: ospita un'esposizione in permanenza delle opere di scultura, pittura e grafica dell’artista Nunzio Perrucci.
- Museo TAM - Tower Art Museum[81]: museo d'arte contemporanea ospitato negli spazi di Torre del Capone, una torre medievale nel cuore dei Sassi di Matera.
- Museo immersivo della Bruna[82]: percorso multimediale nella festa patronale attraverso leggende, immagini, suoni, racconti.
- Casa Noha[83]: bene del FAI, si propone come luogo da cui iniziare la visita alla città di Matera, ripercorrendone la storia grazie a un innovativo progetto di comunicazione.
- Museo dello scavo[84]: micro attrattore dedicato all'evoluzione dell'uomo e alla conoscenza della storia materana attraverso lo scavo dei luoghi.
- Museo virtuale della memoria collettiva[85]: Associazione Culturale nata per raccogliere e diffondere la tradizione, la memoria e la storia della città di Matera, attraverso un archivio fotografico.
- Cantina affrescata del Sole[86]: cantina storica e museo della civiltà contadina e cultura popolare.
- Museo dell'olio[87]: racconta la storia dell'olio d'oliva.
- Museo della fotografia

### Media
Alla fine degli anni settanta nasce l'emittente radio-televisiva TRM, che ha dato vita negli anni a diversi appuntamenti di costume che hanno rivitalizzato la città. A cavallo tra gli anni ottanta e anni novanta va ricordata anche l'emittente Tele Basilicata Matera, abbreviato TBM, successivamente trasferitasi nella città di Taranto.
Sul versante dell'emittenza radiofonica è presente a Matera Radio Radiosa che trasmette in città sulla frequenza di 98.500 MHz e che, oltre a mandare in onda musica si interessa di notiziari locali e nazionali.

### Cinema

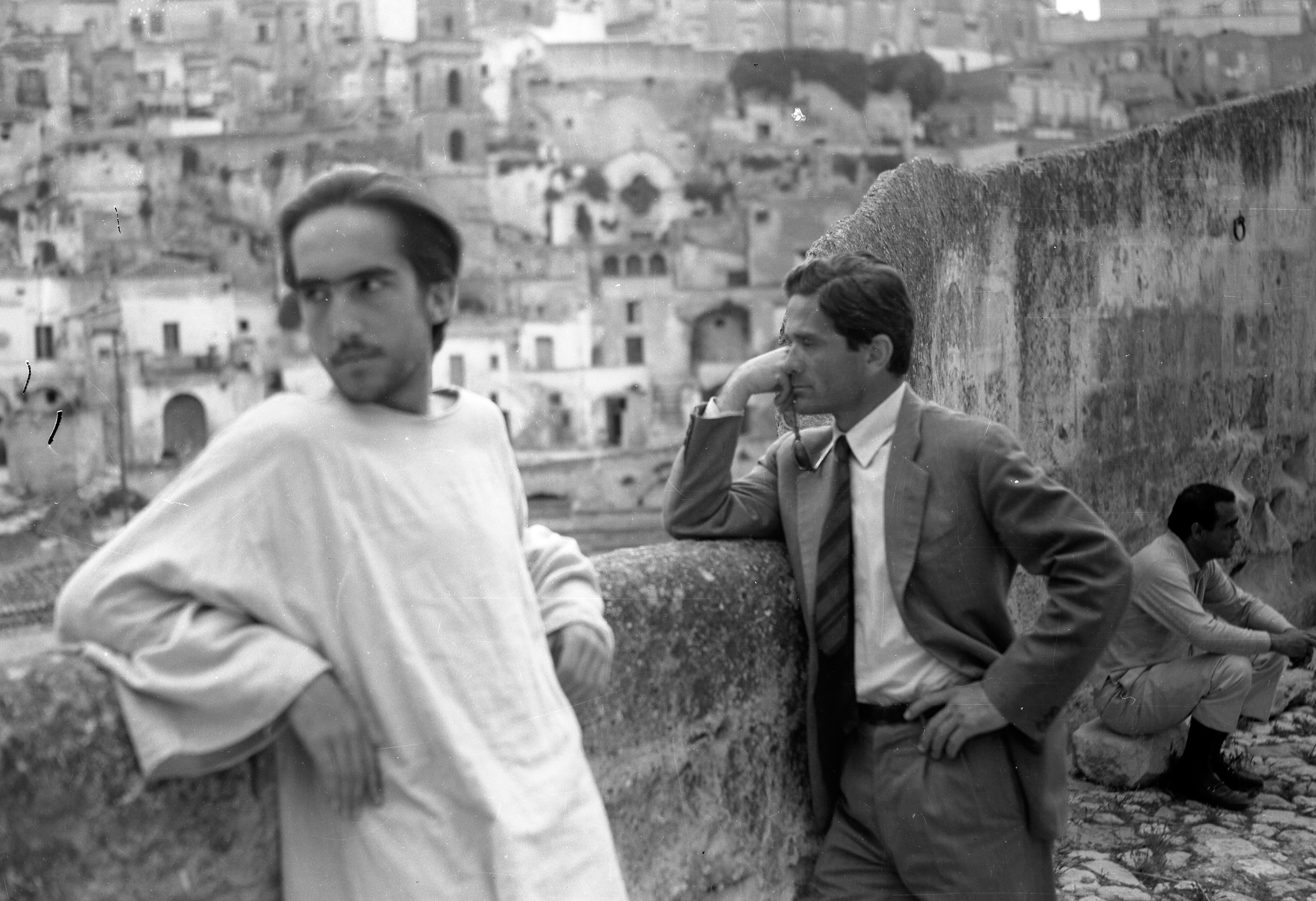
Enrique Irazoqui e Pier Paolo Pasolini a Matera sul set de Il Vangelo secondo Matteo (1964).

Per il suo suggestivo carattere paesaggistico, Matera è spesso scelta come ambientazione di produzioni cinematografiche e televisive. La prima pellicola girata a Matera fu Nel mezzogiorno qualcosa è cambiato (1949) di Carlo Lizzani, un documentario sulla questione meridionale, seguita da film come La lupa di Alberto Lattuada (1953), Gli anni ruggenti di Luigi Zampa (1962), Il demonio di Brunello Rondi (1963) e L'albero di Guernica di Fernando Arrabal (1975).
Con il tempo Matera diventa perlopiù nota come ambientazione di film biblici data la verosomiglianza con l'antica Gerusalemme, tra cui Il Vangelo secondo Matteo di Pier Paolo Pasolini (1964), La Passione di Cristo di Mel Gibson (2004), Mary di Abel Ferrara (2005), Nativity di Catherine Hardwicke (2006) e Maria Maddalena di Garth Davis (2018).
Matera è altresì ambientazione di genere avventura/azione come Wonder Woman di Patty Jenkins (2017) e No Time to Die di Cary Fukunaga (2021). In anni recenti, la città ha suscitato interesse da parte di produzioni targate Bollywood come War di Siddharth Anand (2019) e Salaar di Prashanth Neel (2023).
Serie televisive come Sorelle di Cinzia TH Torrini (2017) e Imma Tataranni - Sostituto procuratore di Francesco Amato (2019) sono state ambientate e girate a Matera, così come il film La luce nella masseria di Riccardo Donna e Tiziana Aristarco (2024), trasmesso su Rai 1 per celebrare i 70 anni dall'inizio delle trasmissioni televisive.
Matera appare anche nei videoclip dei brani Sun Goes Down, di Robin Schulz (2014) Spit Out the Bone, dei Metallica (2016)
e La felicità, di Fabrizio Moro (2017).
Le puntate 3, 4 e 5 dell'anime D.Gray-man, dal titolo Il fantasma di Matera, Aria del vecchio della terra e della notte del cielo e Fammi sentire una ninna-nanna sono ambientate nella Matera dell'Ottocento.

### Teatro
Si trova a Matera il Cineteatro Duni. Nel comune operano diverse compagnie teatrali e scuole di teatro, tra le più rilevanti l'associazione Teatro dei Sassi.

### Musica
- Polifonica materana "Pierluigi da Palestrina": sorta nel 1944 e tuttora in attività. Organizza annualmente la rassegna polifonica Petra Matrix ambientata nelle chiese storiche e rupestri del centro storico e dei Sassi[95].
- Gruppo rock Le Mani, originario di Matera, sciolto nel 2013.
- Conservatorio Egidio Romualdo Duni (Istituzione di alta cultura)[96].
- L.A.M.S.[97] - Laboratorio Arte Musica e Spettacolo, Onlus, svolge la sua attività dal 1989 in tre ambiti: Attività concertistica con l'Orchestra da Camera di Matera corsi musicali ordinari, pre-accademici e di perfezionamento; Promozione dei giovani talenti con l'organizzazione del Concorso Lams e il Concorso Internazionale di Composizione Musicale.
- Onyx Jazz Club Matera[98] - Associazione culturale nata nel 1985 a Matera, organizza il Gezziamoci Festival.

### Eventi
- Grandi Mostre nei Sassi[99][100], mostre antologiche di scultura contemporanea realizzate ogni anno nei mesi estivi all'interno del complesso rupestre di San Nicola dei Greci e Madonna delle Virtù nel Sasso Barisano, organizzate dal 1978 e poi stabilmente dal 1987 dal Circolo Culturale La Scaletta.
- Festival Duni[101][102], festival di musica barocca, dedicata al compositore materano Egidio Romualdo Duni, che si tiene nei mesi di settembre, ottobre e novembre;
- Women's Fiction Festival[103][104], evento dedicato alla narrativa femminile che si svolge nel mese di settembre;
- Gezziamoci Festival[105][106], rassegna di musica Jazz, organizzata dall'Onyx Jazz Club Matera, che si svolge tutto l'anno;
- Materadio[107], la festa di Rai Radio 3.

### Cucina

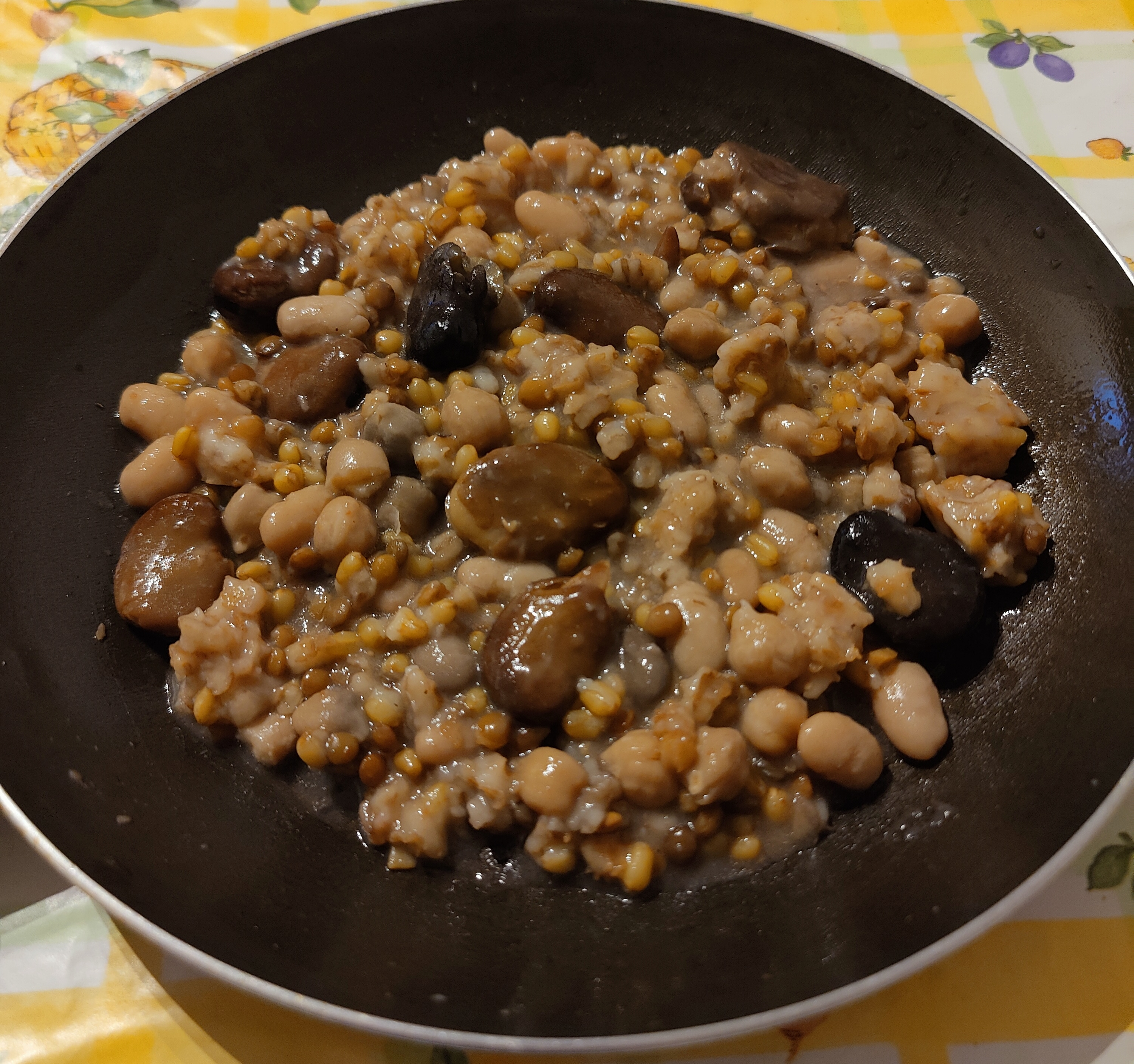
Crapiata

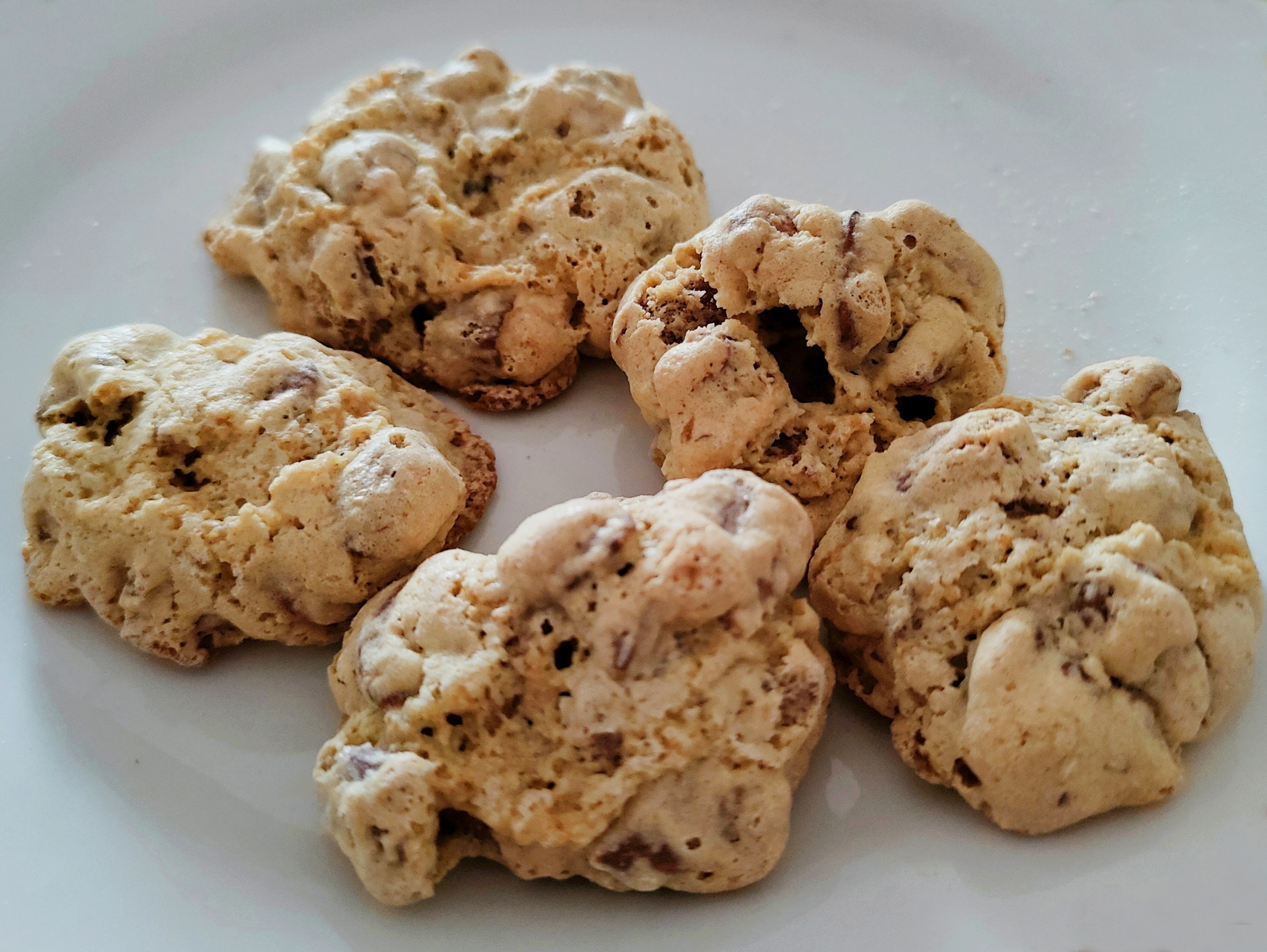
Strazzate

La cucina materana è strettamente collegata alla tradizione agricola e pastorale del suo territorio. Le ricette tipiche della cucina locale comprendono:
- Crapiata - zuppa contadina che consiste in un misto di legumi e cereali con vari ingredienti come piselli, fave, ceci, grano, farro, lenticchie, fagioli, cicerchie, patate novelle, pomodorini, sedano, cipolla e carota.
- Orecchiette alla Materana - cotte al forno con pomodoro, tritato di agnello, mozzarella e pecorino.
- Fave bianche e cicorie - piatto tipico contadino con crema di fave e cicorie.
- Pasta con i peperoni cruschi - generalmente strascinati con peperoni cruschi, mollica di pane fritta e/o cime di rapa.
- Cialledda - ricetta a base di pane raffermo. Può essere "calda" (con uovo, cime di rapa, aglio, cipolla, olive) o "fredda" (con cipolla, pomodoro, olive).
- Strazzate - dolcetti friabili con uova e mandorle come ingredienti base. Le varianti prevedono l'aggiunta di cannella, cioccolato o caffè.
- Panaredda - tipico dolce pasquale con farina, uovo, burro e ammoniaca per dolci.
- Cartellate - dolci tipici natalizi fritti con miele.
- Pettole - piccole porzioni di impasto lievitato cotte in olio bollente, legati alle festività natalizie.
- Pignata - carne di pecora che insieme a patate, cipolle, pomodori e soppressata viene cucinata per diverse ore in un recipiente di terracotta detto pignata che dà il nome al piatto stesso.[109]
- Gnimmeredd - involtini di frattaglie miste di agnello o capretto da latte strette all’interno del loro stesso budello, insieme a foglie di prezzemolo, sale e spezie.[109]

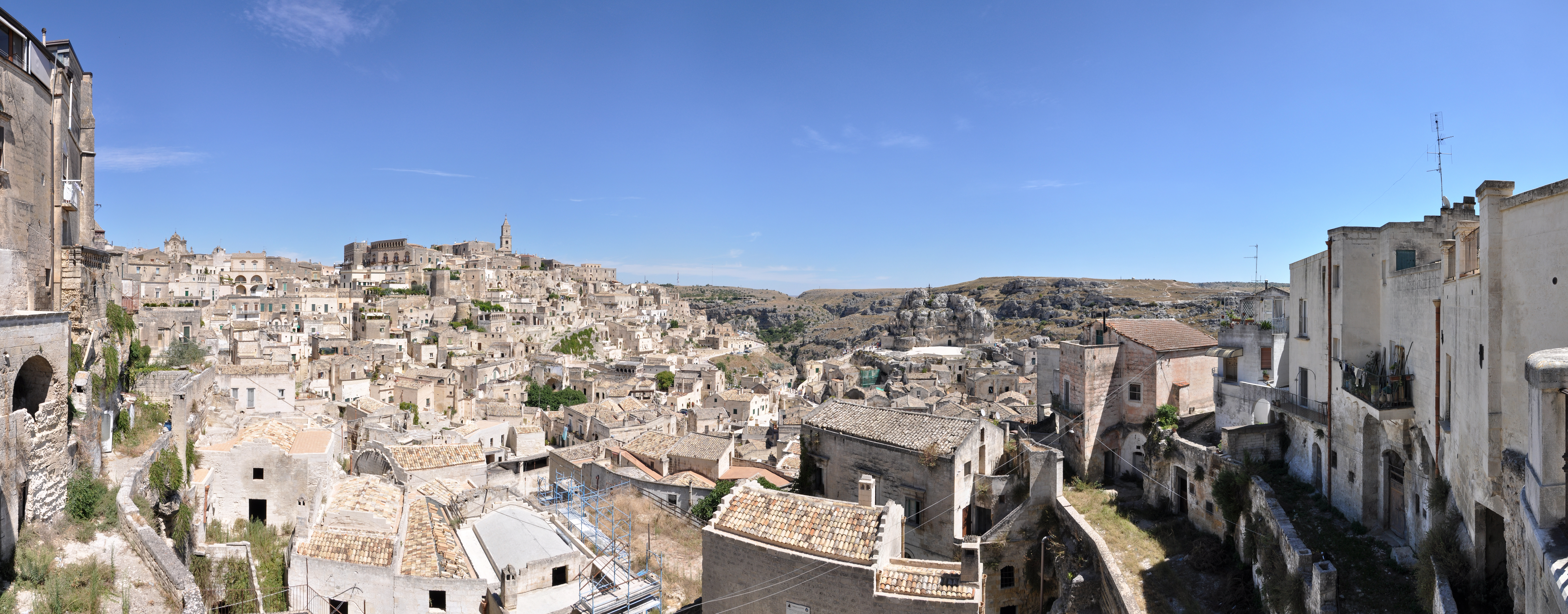
Vista panoramica del Sasso Caveoso

### Urbanistica

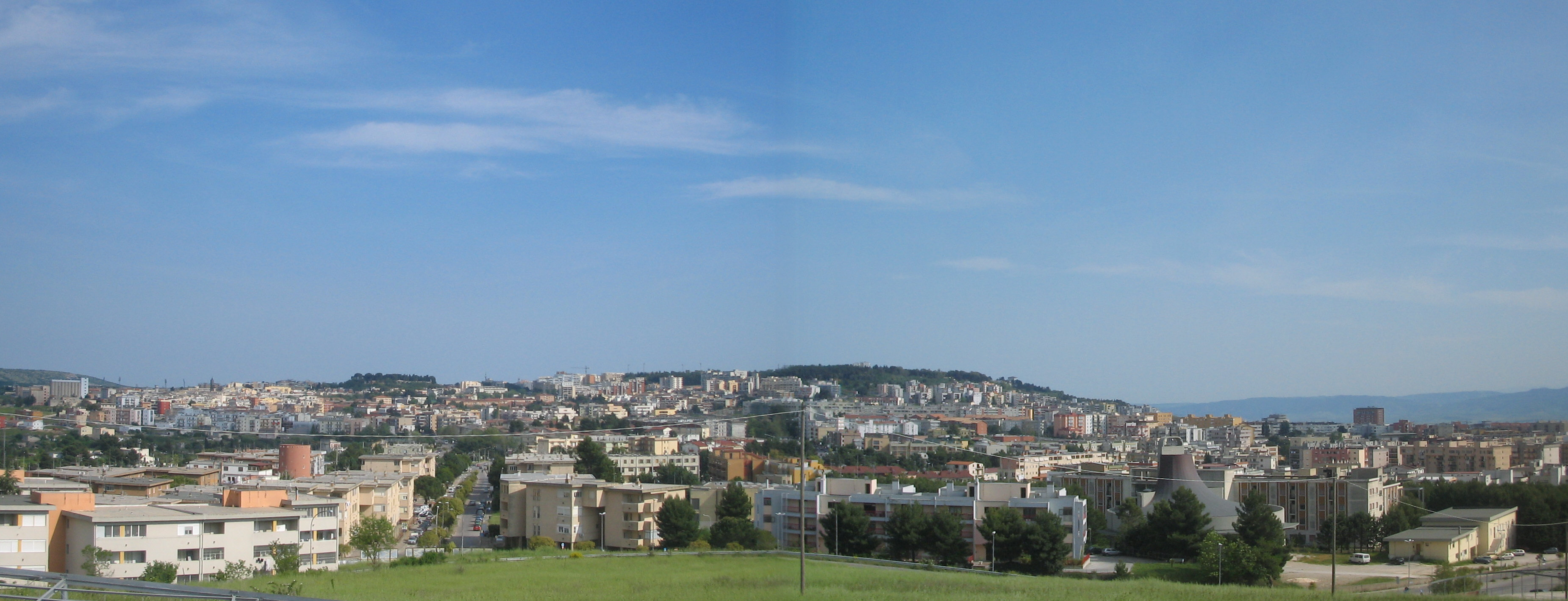
Panoramica della zona nord della città

Veduta panoramica dei Sassi e della Murgia

La città, che fino ai primi anni cinquanta era equamente divisa tra i Sassi ed il piano, cioè la dorsale corrispondente all'attuale centro cittadino che corre lungo tutto il ciglio dei Sassi, a partire dal 1952, anno in cui fu approvata la legge di sfollamento dei Sassi, cominciò ad espandersi nei nuovi quartieri.

#### Anni cinquanta
I primi quartieri della nuova città avevano come principali caratteristiche ampi spazi verdi comuni ed edifici di pochi piani, per cercare di riprodurre il più possibile i modelli di vita sociale dei Sassi; in quegli anni, grazie anche all'intervento di Adriano Olivetti - allora Presidente dell'Istituto di Urbanistica e Vicepresidente dell'UNRRA Casas (ente preposto all'assistenza economica e civile delle popolazioni delle Nazioni Unite danneggiate dalla guerra) - i più grandi nomi dell'architettura italiana si concentrarono sulla città di Matera, trasformandola in un vero e proprio laboratorio a cielo aperto.
Nacquero il borgo rurale di La Martella, opera di grande rilevanza architettonica della corrente Neorealista del Razionalismo italiano, inaugurato il 17 maggio 1953 da Alcide De Gasperi, progettato dall'architetto Ludovico Quaroni; Serra Venerdì, primo complesso urbano inaugurato nel 1956, sorto dopo la legge speciale e progettato dall'architetto Luigi Piccinato, autore tra l'altro del primo Piano Regolatore della città; il rione Lanera (1957), in posizione elevata su una delle colline più alte della città, progettato dall'ing. Marcello Fabbri e dall'architetto Coppa; il rione Spine Bianche (1957), interamente in cotto, con la parrocchia ed i servizi al centro del quartiere, progettato dall'architetto Carlo Aymonino; più in là il rione Villalongo, sorto per iniziativa dell'INA-Casa, il rione Agna, nato inizialmente come borgo rurale poi congiuntosi al resto della città, con case ad un piano circondate da terreni coltivabili, progettato dal Genio civile, il rione Platani, San Giacomo, Serra Rifusa, Rione Pini e quelli più recenti.

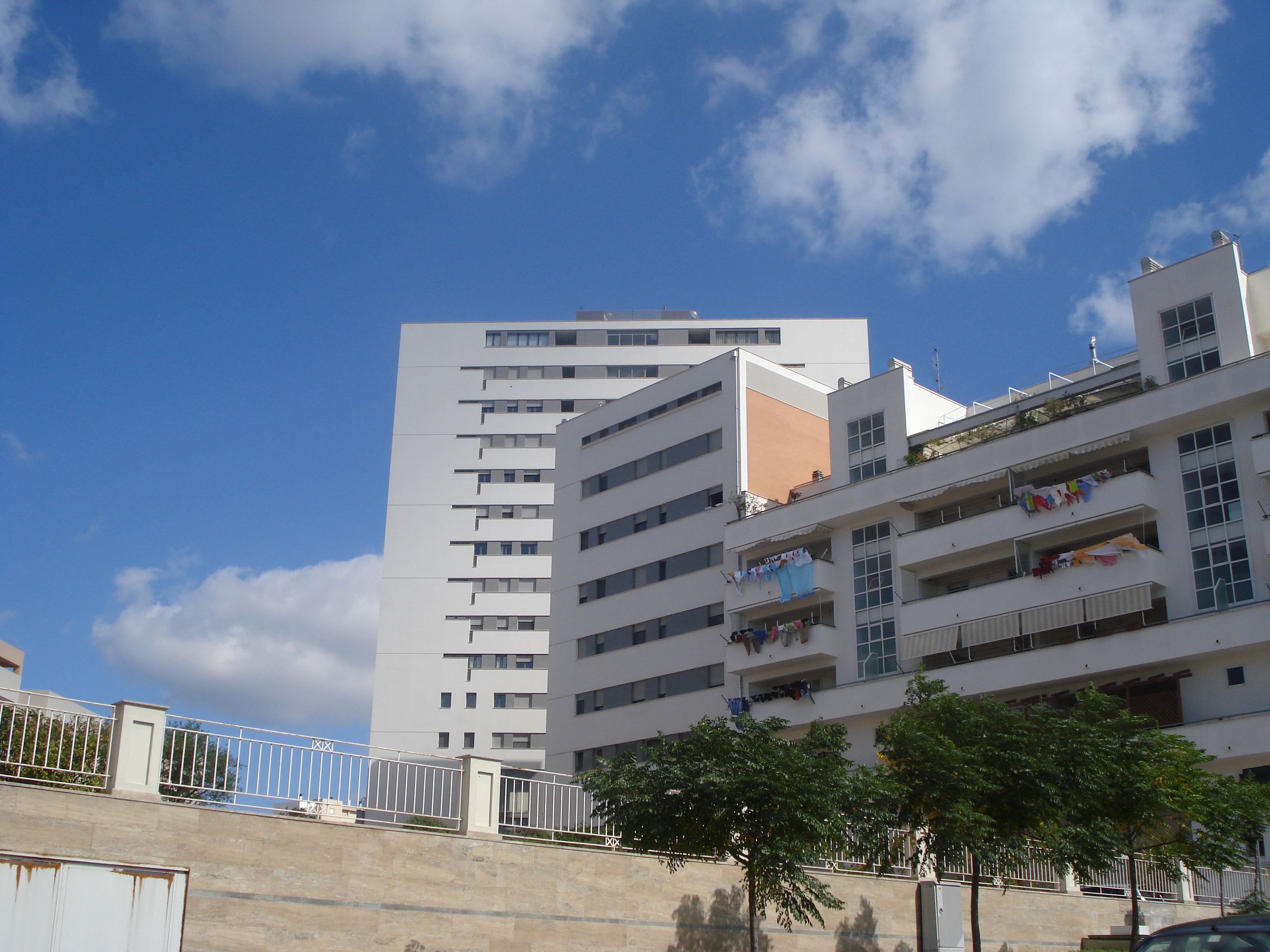
Il grattacielo

#### Anni novanta
Alla precedente linea evolutiva regolare dell'urbanistica della città, a partire dagli anni novanta è seguita invece una dinamica più disordinata dando vita a nuove zone edificate caratterizzate da edifici più sviluppati in altezza. A questa situazione si è aggiunta una riduzione degli spazi verdi e della dimensione delle carreggiate stradali. Così, mentre la città continuava ad espandersi ai due estremi opposti con le nuove zone di Matera 2000, Aquarium ed Agna Le Piane, nascevano anche i due principali esempi di tale urbanizzazione proiettata verso l'alto, il Centro direzionale, alle spalle del palazzo comunale, e la Zona 33 di Via La Martella. Al centro di quest'ultima vi è il cosiddetto grattacielo di Via La Martella, un palazzo di 14 piani (più due parzialmente sotterranei).

## Economia

### Agricoltura e prodotti tipici
Da sempre centro agricolo, Matera è famosa per la coltivazione dei cereali, in particolare il grano duro, e la produzione della pasta, del pane (il pane di Matera IGP), dell'olio e del vino (i vini Matera DOC). La città fa parte dell'Associazione nazionale città del pane, a testimonianza dell'antichissima tradizione nella lavorazione del pane, uno degli alimenti principali del territorio materano, e dal 2012 fa parte anche dell'Associazione nazionale città dell'olio.

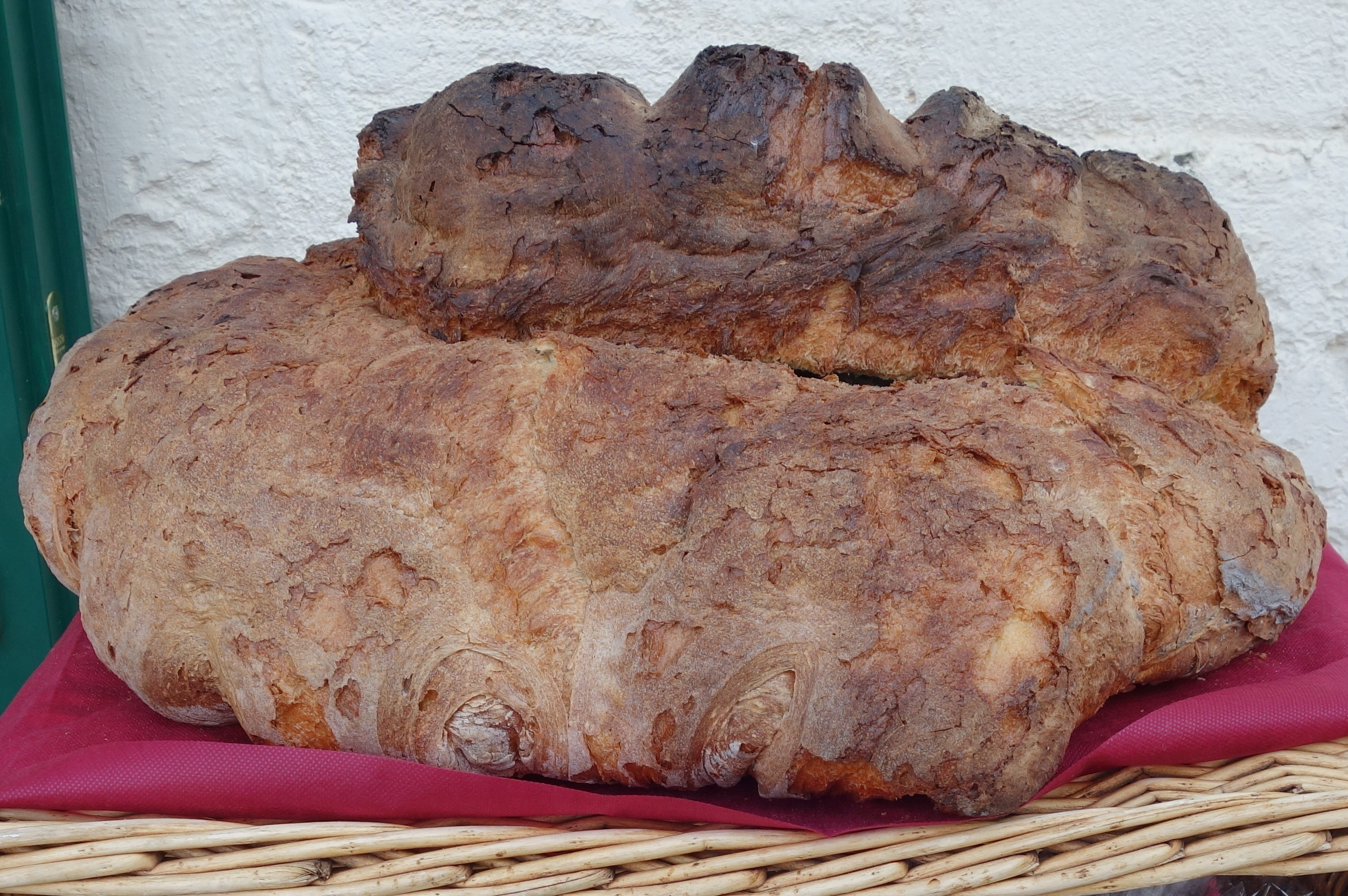
Pane di Matera

### Industria
Al tradizionale settore primario, si è affiancato negli ultimi decenni anche quello industriale, che ha visto Matera costituire insieme alle città pugliesi di Altamura e Santeramo in Colle un polo industriale nel quale si è sviluppata sia l'industria ferroviaria con la Ferrosud che il cosiddetto polo del salotto. Questa definizione si deve a una forte crescita industriale avvenuta durante gli anni ottanta – novanta che ha permesso lo sviluppo di molte aziende di produzione di arredi da soggiorno, prevalentemente divani. Tra le più famose aziende del settore spiccano i nomi di Natuzzi (Divani & Divani), Nicoletti e Calia. La tendenza positiva della produzione degli ultimi anni novanta, è rallentata considerevolmente con la crescita dei mercati asiatici, oggi principali concorrenti e luoghi in cui gli stessi imprenditori materani del salotto stanno spostando le loro attività attraverso un'operazione di delocalizzazione. La parabola negativa dell'economia materana è aumentata con la chiusura definitiva del pastificio Barilla nel 2006. Questo processo è stato accelerato soprattutto dalla mancanza di arterie autostradali e dall'assenza della ferrovia di stato, ostacolando così le attività produttive e di distribuzione non solo della Barilla, ma delle altre piccole medie imprese del materano e del circondario.

### Artigianato
Grande importanza nella tradizione materana ha la produzione di oggetti di artigianato tipico, con particolare diffusione della lavorazione della cartapesta (che ha il suo massimo emblema nella costruzione del carro trionfale della Madonna della Bruna ad opera di artigiani locali), della terracotta (con il tipico fischietto a forma di gallo detto cucù, simbolo di prosperità), della calcarenite e del ferro battuto.

### Turismo

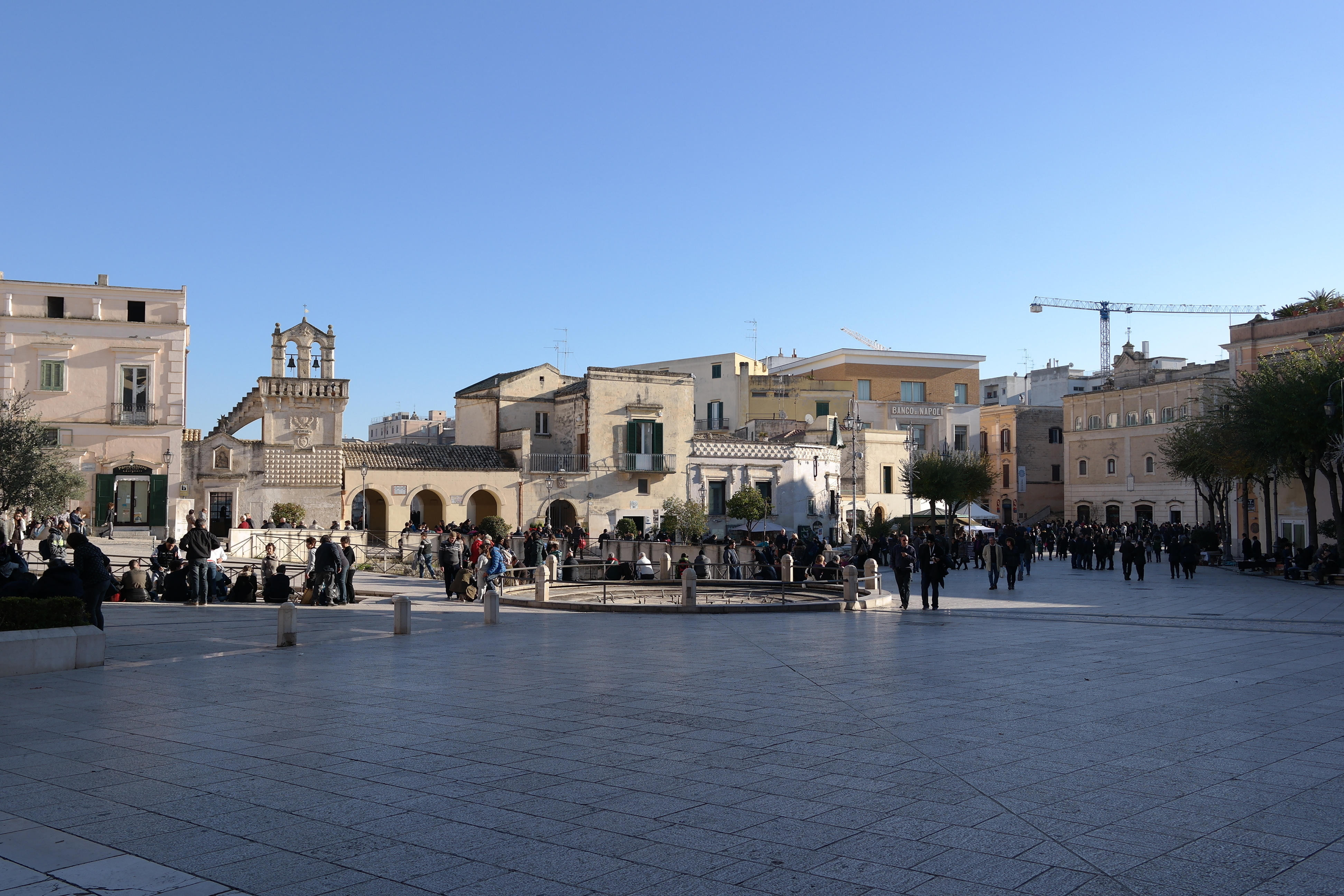
Piazza Vittorio Veneto

Il settore turistico è in forte sviluppo, grazie alle numerose attrattive e peculiarità della città, all'inserimento dei Sassi di Matera nella lista dei Patrimoni dell'umanità dell'UNESCO e alla nomina a capitale europea della cultura nel 2019. Negli ultimi anni si è quindi registrato un notevole aumento nelle presenze di turisti sia italiani che stranieri.

## Infrastrutture e trasporti

### Strade
La città di Matera è interessata dalla SS99 che la collega ad Altamura, e che consente di raggiungere Bari, attraverso il raccordo con la SS96. Il comune è attraversato dalla SS7, che proviene dalla SS407 Basentana e da Miglionico dal lato sud, funge per circa 6 km da tangenziale con sei uscite per la città e prosegue in direzione est verso Laterza-Taranto.
La SS655 Bradanica collega Matera a Foggia e quindi all'autostrada A14 e alla A16 dal casello di Candela. Infine la strada provinciale 175 collega la città a Metaponto e alla Statale Jonica 106, via SS380 (Matera-Montescaglioso).

### Ferrovie
Il comune è interessato dalla ferrovia Bari-Matera-Montalbano Jonico, gestita dalle Ferrovie Appulo Lucane, una linea ferroviaria a scartamento ridotto, di cui dal 1972 è stata dismessa la parte di percorso meridionale tra la Stazione di Matera Centrale e Montalbano; è rimasta in esercizio la sezione tra Bari e la Stazione di Matera Sud.
Matera è uno degli unici tre capoluoghi di provincia italiani, unitamente a Nuoro e Andria, a non essere mai stati serviti dalla rete ferroviaria statale; la stazione RFI più vicina si trova a circa 28 km dalla città, e dal 2019 porta il nome di Ferrandina-Scalo Matera. È in costruzione la ferrovia Ferrandina-Matera, che effettuerà capolinea presso la nuova stazione di Matera La Martella.

### Mobilità urbana
La mobilità urbana è garantita dagli autoservizi offerti dalla società Miccolis, con 15 linee urbane, 2 circolari, 2 linee speciali e diverse linee scolastiche. È inoltre attivo un servizio ferroviario urbano gestito dalle FAL, con treni che percorrono l'asse nord-sud tra le stazioni di Venusio e Matera Sud per circa dieci chilometri con 5 fermate urbane.
I trasporti interurbani vengono gestiti da Sita Sud e FAL. La città è dotata di una rete di piste ciclabili.

## Amministrazione

### Gemellaggi
- Petra
- Cartagena de Indias
- Vigevano[121]
- Metaponto
- Isola di Capo Rizzuto
- Esiste un patto d'azione con Montescaglioso (MT) [122].

## Sport

### Calcio
FC Matera, il primo club cittadino, fu fondato originariamente nel 1933 e nel corso della storia la squadra è stata rifondata diverse volte..
Le altre squadre di calcio della città sono: Invicta Matera che milita in Promozione e l' A.S.D. Sassi Matera che milita in Prima Categoria.
In campo femminile la Matera Women Città dei Sassi milita in Serie C.
Per quanto riguarda il calcio a 5, la società Comprensorio Medio Basento, trasferitasi a Matera nel 2020 dopo la fusione con il Futura Matera, ha militato in Serie A fino al 2022; in passato il Real Team Matera Calcio a 5, fondato nel 1985, ha disputato la Serie A2 e ha vinto una Coppa Italia di Serie B.

### Pallacanestro
La squadra maschile più importante della città è stata l'Olimpia Basket Matera, fondata nel 1960 e che ha militato anche in Serie A2. Le altre società attive sono la Virtus Matera, che milita nel campionato di Serie B Interregionale, e la Pielle che opera a livello giovanile. Fino ai primi anni Novanta anche lo Sporting Club, la più antica società di basket della Città dei Sassi, prendeva parte a campionati giovanili e senior prima del suo scioglimento.

### Pallavolo

Una formazione della Pallavolo Femminile Matera ai vertici nazionali e continentali nel corso degli anni 1990

In questa disciplina, sono presenti: la società Pallavolo Femminile Matera, fondata nel 1976, che ha vinto nella sua storia, 4 Scudetti, 3 Coppe Italia, e numerosi titoli internazionali essendo stata per due volte campione d'Europa. Ha concluso la sua attività nel 2000, e dal 2012 le attività pallavolistiche vengono svolte dalla A.S.D. PVF Matera. In campo maschile il Volley Club Matera come massimo campionato ha disputato due volte la Serie A2. Altra società cittadina è stata la Pallavolo Matera Bulls, che ha militato nel campionato di Serie A2 dal 2012 al 2015.
Nel 2003 ha avuto luogo, in compartecipazione con le città di Andria e Gioia del Colle, l'undicesima edizione del World Grand Prix di pallavolo femminile.

### Ciclismo
Matera è stata più volte arrivo di tappa del Giro d'Italia:
- 1976: 6ª tappa (26 maggio), vinta da Johan De Muynck.
- 1985: 8ª tappa (25 maggio), vinta da Acácio Da Silva.
- 1998: 7ª tappa (23 maggio), vinta da Mario Cipollini.
- 2000: 4ª tappa (17 maggio), vinta da Mario Cipollini.
- 2003: 2ª tappa (11 maggio), vinta da Fabio Baldato.
- 2013: 5ª tappa (8 maggio), vinta da John Degenkolb.
- 2020: 6ª tappa (8 ottobre), vinta da Arnaud Démare.
- 2025: 5ª tappa (14 maggio), vinta da Mads Pedersen.

Per quattro volte è stata città di partenza di tappa.

### Hockey su pista
Hanno sede in città la Roller Matera e l'Hockey Pattinaggio Matera, in passato Rotellistica Matera (fondata nel 1981) e Pattinomania Matera (fondata nel 1997), che ha militato in Serie A2 e in Serie A1. In campo maschile la Roller disputa il campionato di Serie A2; in campo femminile la Pattinomania ha vinto uno scudetto nel 2015, l'Hockey Pattinaggio è stata campione d'Italia nel 2018, e la Roller vanta 4 scudetti vinti nel 2021, 2023, 2024 e 2025.
Nel 2015, la città di Matera ha ospitato il tredicesimo Campionato Europeo femminile di Hockey su pista.

### Altri sport
Per l'atletica leggera è presente la Polisportiva Rocco Scotellaro Matera, fondata nel 1963.
La squadra di pallanuoto è l'AICS Matera Nuoto, quella di rugby è la Murgia Rugby, nata dall'unione dell'A.S. Rugby Matera con altre tre associazioni rugbistiche dei centri vicini. Il Circolo Schermistico Matera è un'associazione sportiva dilettantistica che svolge attività dal 1956.
Nel comune è presente il Circolo Tennis Matera fondato nel 1962 che organizza il Torneo nazionale Open Città di Matera con 5 squadre presenti nei tornei nazionali, si svolge inoltre attività di tennistavolo, di cui l'unica società rappresentativa nei campionati a squadre nazionali è l'ASD Tennistavolo Pegasus in serie C/1 maschile.

### Impianti sportivi

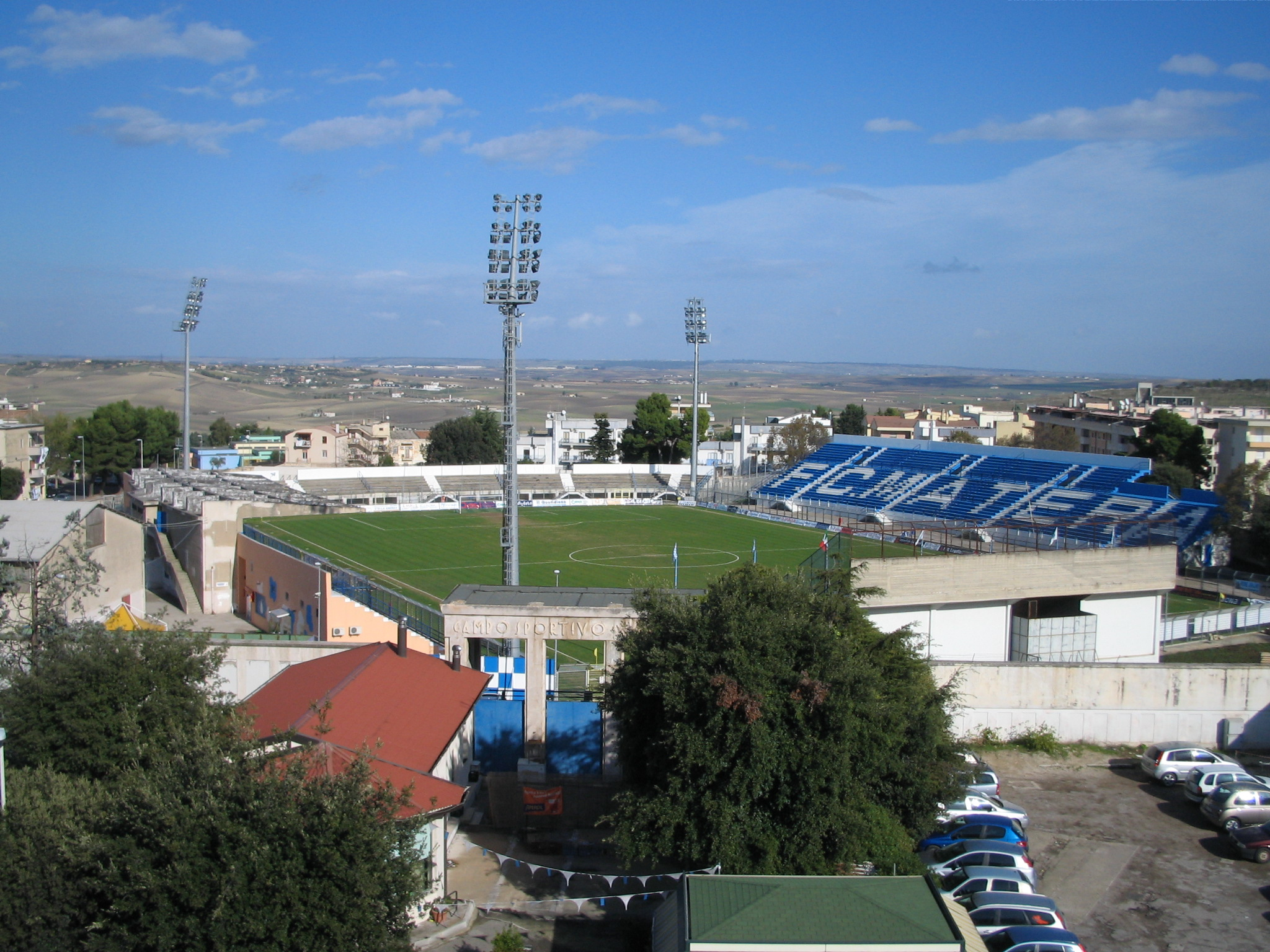
Stadio XXI Settembre - Franco Salerno

- Campo scuola-pista d'atletica Raffaele Duni, dove opera la Polisportiva Rocco Scotellaro Matera e la ASD Athlos Matera. Ha ospitato la Finale Argento dei Campionati Italiani Assoluti di Società 2015.
- Campi da tennis; Circolo Tennis.
- Palasassi Salvatore Bagnale; 2 000 posti, vi gioca la Virtus Matera. Attigua al palasport vi è la piscina comunale.
- Stadio XXI Settembre-Franco Salerno; 7 490 posti.
- Tensostruttura; vi giocano l'Associazione Sportiva Dilettantistica Pattinomania Matera e la Real Team Matera Calcio a 5. Ha ospitato i Campionati europei femminili di hockey su pista 2015.

### Eventi sportivi
La città ospita nel mese di giugno due eventi sportivi giovanili: la coppa Gaetano Scirea, torneo internazionale di calcio; e per i giovanissimi, il Minibasket in piazza, manifestazione cestistica internazionale riconosciuta dalla FIBA Europe che si svolge dal 1993. Viene inoltre organizzato il Giro dei due Sassi, gara podistica internazionale.